# Reconocimiento del genocidio armenio

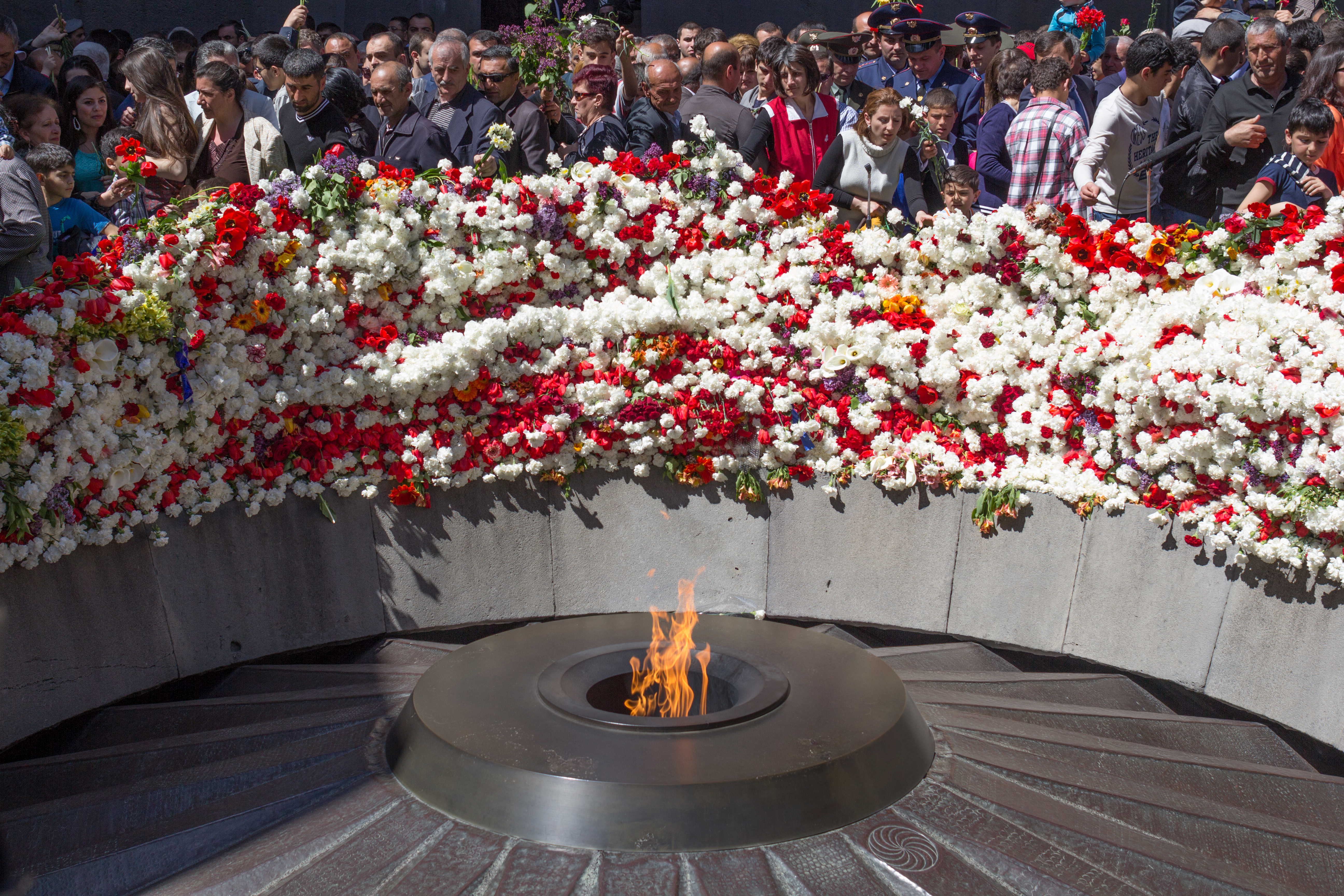
La llama eterna en el centro de las doce losas, ubicadas en el complejo Memorial del Genocidio Armenio en Ereván, Armenia

El reconocimiento del genocidio armenio es la aceptación formal de que las masacres sistemáticas y las deportaciones forzadas de armenios cometidas por el Imperio Otomano entre 1915 y 1923, durante y después de la Primera Guerra Mundial, fueron un genocidio.
La mayoría de los historiadores fuera de Turquía reconocen que la persecución otomana de los armenios fue un genocidio. Sin embargo, a pesar del reconocimiento del carácter genocida de la masacre de armenios tanto en la academia como en la sociedad civil, algunos gobiernos se han mostrado reticentes a reconocer oficialmente los asesinatos como genocidio debido a preocupaciones políticas sobre sus relaciones con la República de Turquía.
A 2023, gobiernos y parlamentos de 34 países, entre ellos Argentina, Brasil, Canadá, Francia, Alemania, Italia, México, Rusia y Estados Unidos, han reconocido formalmente el genocidio armenio. Tres países, Azerbaiyán, Turquía y Pakistán, niegan que haya habido un genocidio armenio.

## Las encuestas de opinión
En 2015, la Fundación por la Memoria de la Shoah y Fondapol encuestaron a 31.172 personas entre 16 y 29 años que vivían en 31 países, preguntando: "Desde su punto de vista, ¿podemos hablar de genocidio en relación con la masacre de los armenios, por los turcos, en 1915?" El 77% de los encuestados respondió afirmativamente. El porcentaje más alto fue para Francia con un 93% de acuerdo y el porcentaje más bajo fue para Turquía, con un 33% de acuerdo.

## Organizaciones internacionales

### Naciones Unidas

#### Informe de la Comisión de Crímenes de Guerra de la ONU de 1948
El 15 de mayo de 1948, el Consejo Económico y Social de las Naciones Unidas presentó un informe de 384 páginas elaborado por la Comisión de Crímenes de Guerra de las Naciones Unidas (UNWCC), establecida en Londres en octubre de 1943, para recopilar y cotejar información sobre crímenes y criminales de guerra. : 129 El informe, presentado por el representante libanés Dr. Karim Azkoul, fue una respuesta a la solicitud del Secretario General de la ONU para hacer arreglos para "la recopilación y publicación de información sobre derechos humanos que surja de los juicios de criminales de guerra, mercenarios y traidores", y en particular de los Juicios de Núremberg y Tokio ". El informe había sido preparado por miembros del personal jurídico de la Comisión. El informe es de gran actualidad en relación con el genocidio armenio, no solo porque utiliza los acontecimientos de 1915 como ejemplo histórico, sino también como precedente de los artículos 6 (c) y 5 (c) de las Cartas de Núremberg y Tokio, y por lo tanto como precursor de la entonces recién adoptada Convención para la Prevención y la Sanción del Delito de Genocidio, diferenciando entre crímenes de guerra y crímenes de lesa humanidad. Al referirse a la información recopilada durante la Primera Guerra Mundial y presentada por la Comisión de Responsabilidades de 1919, el informe titulado "Información sobre los derechos humanos que surge de los juicios de criminales de guerra" usó el caso armenio como un ejemplo vívido de crímenes cometidos por un estado contra su propio los ciudadanos.
El informe también señaló que si bien la Conferencia de Paz de París con Alemania, Austria, Hungría y Bulgaria no incluía ninguna referencia a las "leyes de la humanidad", sino que basaban los cargos en violaciones de las "leyes de la guerra", el Tratado de Sèvres con Turquía si lo hizo. Según el historiador armenio-sueco Avedian Vahagn, los artículos 226-228, relativos a las costumbres de la guerra (correspondientes a los artículos 228-230 del Tratado de Versalles), el Tratado de Sèvres también contenía un artículo 230 adicional, obviamente en cumplimiento del ultimátum aliado del 24 de mayo de 1915, en relación con los "crímenes [cometidos] contra la humanidad y la civilización". : 130 

#### El Informe de Genocidio de la ONU de 1985, el "Informe Whitaker"
En 1985, la Subcomisión de Prevención de Discriminaciones y Protección a las Minorías de las Naciones Unidas recibió un informe del Relator Especial y miembro de la Subcomisión Benjamin Whitaker (Reino Unido) titulado Informe revisado y actualizado sobre la cuestión de la prevención y el castigo del delito de Genocidio  (comúnmente conocido como The Whitaker Report), en el que se citó la masacre otomana sistemática de armenios durante la Primera Guerra Mundial como que cumplía con los criterios para la definición de genocidio de la ONU y como uno de los genocidios del siglo XX. Su informe fue recibido y tomado nota de una resolución en la 38.ª sesión de la Subcomisión en 1985.

### Iglesia Católica
En 2015, el Papa Francisco dijo que el genocidio armenio fue "considerado el primer genocidio del siglo XX". La palabra no se volvió a utilizar, debido a la fuerte reacción turca, hasta junio de 2016, cuando reafirmó y consolidó su postura sobre el hecho de que constituye un genocidio y condenó enérgicamente la persistente negación del mismo. Turquía respondió acusando al Papa de tener una "mentalidad de cruzado" contra el país. El Vaticano negó rotundamente esto, alegando que el Papa en realidad había llamado a la reconciliación entre armenios y turcos.

### Asociación Internacional de Estudiosos del Genocidio
En 1997, la Asociación Internacional de Estudiosos del Genocidio (IAGS, por sus siglas en inglés) aprobó una resolución por unanimidad que reconoce las masacres otomanas de armenios como genocidio.

### Centro Internacional para la Justicia Transicional
En febrero de 2002, una opinión legal independiente encargada por la Comisión de Reconciliación Armenia Turca y publicada por el Centro Internacional para la Justicia Transicional concluyó que la masacre otomana de armenios en 1915-1918 fue un genocidio, pero no se derivaron consecuencias legales de este hecho porque fue sólo tipificado como delito en el derecho internacional después de la ratificación de la Convención para la Prevención y la Sanción del Delito de Genocidio.
En 2007, la Fundación Elie Wiesel para la Humanidad escribió una carta, firmada por 53 premios Nobel, reafirmando la conclusión de los estudiosos de que los asesinatos de armenios en 1915 constituyeron un genocidio. La organización de Wiesel también afirmó que el reconocimiento turco del genocidio armenio no crearía ninguna "base legal para reparaciones o reclamos territoriales", anticipándose a las preocupaciones turcas de que podría generar reclamos financieros o territoriales.

### Parlamento Europeo
El 15 de abril de 2015, el Parlamento Europeo respaldó una moción que califica de genocidio la masacre de hasta 1,5 millones de armenios por parte de las fuerzas turcas otomanas hace un siglo, días después de que el mensaje del Papa Francisco desencadenara una airada reacción en Turquía por utilizar el mismo término. Anteriormente lo había hecho en 1987, 2000, 2002 y 2005.
El Parlamento Europeo elogió el mensaje que había entregado el pontífice. Antes de la votación, el presidente turco Erdoğan declaró que "Turquía ignorará cualquier decisión del parlamento europeo" y que "personalmente no me preocupo por una defensa porque [los turcos] no llevan una mancha o una sombra como el genocidio".

### Consejo Europeo
El Consejo de Europa aprobó una resolución sobre el genocidio armenio el 14 de mayo de 2001, que compromete únicamente a los miembros que la firmaron y apela “a todos los miembros de la Asamblea Parlamentaria del Consejo de Europa a tomar las medidas necesarias para el reconocimiento del genocidio perpetrado por el Imperio Otomano contra los armenios a principios del siglo XX”.

### Organizaciones judías estadounidenses
El 7 de noviembre de 1989, la Unión para el Judaísmo Reformista aprobó una resolución sobre el reconocimiento del genocidio armenio.
En 2007, la Liga Antidifamación declaró en un comunicado de prensa:

Nunca hemos negado, pero siempre hemos descrito los dolorosos acontecimientos de 1915-1918 perpetrados por el Imperio Otomano contra los armenios como masacres y atrocidades. Pensándolo bien, hemos llegado a compartir la opinión de Henry Morgenthau, Sr. de que las consecuencias de esas acciones fueron de hecho equivalentes a un genocidio. Si la palabra genocidio hubiera existido entonces, lo habrían llamado genocidio.

En 2014, el Comité Judío Estadounidense reconoció el genocidio armenio como un hecho histórico.
En octubre de 2015, el Consejo Judío para los Asuntos Públicos publicó una resolución en la que pedía al gobierno de los EE. UU. que reconociera las masacres turcas de armenios durante la Primera Guerra Mundial como un genocidio.

### Consejo Central de Judíos en Alemania
En abril de 2015, el Consejo Central de Judíos de Alemania  pidió al gobierno alemán que reconociera el asesinato en masa de más de un millón de armenios en la Primera Guerra Mundial en lo que entonces era el Imperio Otomano como un genocidio. "Hace cien años, el gobierno del Imperio Otomano ordenó la deportación de un millón de armenios. Fueron asesinados directamente o murieron de hambre y deshidratación en el desierto”, dijo el presidente del Consejo Central, Josef Schuster, al periódico Der Tagesspiegel, agregando: “Estos terribles hechos deberían llamarse como fueron: un genocidio”. Schuster dijo que el genocidio armenio sirvió más tarde a Adolf Hitler y sus nazis como modelo para el Holocausto.

### Partido Popular Europeo
El 3 de marzo de 2015, el Partido Popular Europeo (PPE) adoptó una resolución reconociendo y condenando el genocidio armenio y rindiendo homenaje a las víctimas en el centenario. El PPE, que es el mayor partido político europeo, ha adoptado la resolución siguiendo la iniciativa de sus partidos hermanos de Armenia. El PPE incluye partidos importantes como la Unión Demócrata Cristiana Alemana (CDU), la Unión Francesa para un Movimiento Popular (UMP), el Partido Popular Español (PP) y tiene partidos miembros en todos los Estados miembros de la UE.

### Otros
Otras organizaciones que han reconocido el genocidio armenio incluyen:
- Consejo Mundial de Iglesias[42]
- Partido Verde Europeo[43]
- Parlamento del Mercosur[44]
- Parlamento Latinoamericano[45]
- Asamblea Interparlamentaria sobre la Ortodoxia[46]
- Alianza Europea de ACJs[47]
- Parlamento Andino[48]
- Internacional Demócrata de Centro[49]
- Parlamento Centroamericano[50]
- Verdes globales[51]

#### Tribunal Permanente de los Pueblos
En 1984, el Tribunal Permanente de los Pueblos dictaminó que el genocidio armenio es "un 'crimen internacional' por el cual el estado turco debe asumir la responsabilidad", y que las Naciones Unidas y cada uno de sus miembros "tienen derecho a exigir este reconocimiento y a ayudar al pueblo armenio con ese fin".

#### Iglesia Presbiteriana (EE.UU.)
El 20 de junio de 2014, la Iglesia Presbiteriana (EE. UU.) adoptó una resolución que reconoce el genocidio armenio y adopta el calendario eclesiástico de 2015 que designa el 26 de abril como el día de su observancia. También instruyó a la Agencia de Misiones de la iglesia a preparar recursos educativos y litúrgicos para las iglesias miembros en preparación para este evento. Esta resolución fue la primera de su tipo para un importante cuerpo eclesiástico estadounidense.

## Parlamentos y gobiernos
Turquía continúa insistiendo en que los asesinatos en masa de 1915 no fueron un genocidio, un hecho que muchos europeos consideran que arroja dudas sobre el compromiso de la nación turca con los derechos humanos, lo que los lleva a oponerse a la membresía en la Unión Europea, una postura por la cual el intelectual turco-armenio Hrant Dink emitió públicamente una condena a algunos países antes de que fuera asesinado en 2007.

### Países

Países que han reconocido el genocidio mediante una resolución en su legislación nacional
Países que niegan explícitamente que hubo un genocidio armenio

El 24 de mayo de 1915, durante la Guerra Mundial, las Potencias Aliadas (Reino Unido, Francia y Rusia) emitieron conjuntamente una declaración en la que decían que, durante aproximadamente un mes, las poblaciones kurda y turca de Armenia habían estado masacrando armenios, con la connivencia y, a menudo, la asistencia de las autoridades otomanas, y que las Potencias Aliadas harían personalmente responsables de crímenes contra la humanidad a todos los oficiales del Gobierno Otomano implicados en tales crímenes.
El 20 de abril de 1965, Uruguay se convirtió en la primera nación del mundo en reconocer oficialmente el genocidio armenio. Durante la segunda mitad del siglo XX y el siglo XXI, los parlamentos de varios países han reconocido formalmente el hecho como genocidio. Las conversaciones de entrada de Turquía con la Unión Europea se encontraron con una serie de llamadas para considerar el evento como genocidio, aunque nunca se convirtió en una condición previa.
A 2023, 34 estados habían reconocido oficialmente los hechos históricos como genocidio. Las naciones soberanas (es decir, los Estados miembros de la ONU) que reconocen oficialmente el genocidio armenio son:
| País            | Año del reconocimiento             | Notas |
| --------------- | ---------------------------------- | --- |
| Argentina       | 1993, 2003, 2004, 2005, 2006, 2007 | |
| Armenia         | 1988                               | Reconocimiento extendido por la RSS de Armenia. |
| Austria         | 2015                               | |
| Bélgica         | 1998, 2015                         | |
| Bolivia         | 2014                               | La resolución fue aprobada por unanimidad por laAsamblea Legislativa Plurinacional de Bolivia, con la aprobación del Ministerio de Relaciones Exteriores. |
| Brasil          | 2015                               | La resolución fue aprobada por el Senado Federal del Brasil. |
| Bulgaria        | 2015                               | La declaración fue adoptada por la Asamblea Nacional de Bulgaria el 24 de abril de 2015, usando la frase "exterminio masivo del pueblo armenio en el Imperio Otomano" y declara el 24 de abril como Día de Conmemoración de las Víctimas. Con respecto al uso de "exterminio masivo", el primer ministro búlgaro, Boyko Borisov, especificó lo siguiente: "Lo dije muy claramente: esta es la palabra búlgara o las palabras búlgaras, o el idioma búlgaro para 'genocidio'".                                                                                           |
| Canadá          | 1996, 2002, 2004, 2006             | |
| Chile           | 2007, 2015                         | |
| Chipre          | 1975, 1982, 1990                   | El primer país en plantear el tema a la Asamblea General de las Naciones Unidas. La negación del genocidio está criminalizada en Chipre. |
| República Checa | 2017, 2020                         | El 14 de abril de 2015, el Comité Checo de Asuntos Exteriores de la Cámara de Diputados de la República Checa aprobó una resolución con motivo del Centenario del Genocidio Armenio. El 25 de abril de 2017 el Parlamento de la República Checa aprobó una resolución condenando el genocidio armenio. El 20 de mayo de 2020, el Senado de la República Checa aprobó por unanimidad una resolución que reconoce el genocidio armenio. |
| Francia         | 1998, 2001                         | El 5 de febrero de 2019, el presidente francés Emmanuel Macron declaró el 24 de abril como día de conmemoración del genocidio armenio en Francia. |
| Alemania        | 2005, 2016                         | Una resolución fue aprobada en primera lectura en abril de 2015. El 2 de junio de 2016, el Bundestag casi unánimemente (con un voto en contra y una abstención) aprobó una resolución que calificaba de 'genocidio' las matanzas armenias de la era otomana. |
| Grecia          | 1996                               | Se criminaliza la negación del genocidio. Sancionable con hasta 3 años de prisión y multa no superior a 30.000 €, por acto de 2014. |
| Italia          | 2000, 2019                         | La negación de los genocidios está penalizada. Estipula 3 años de prisión y multa. El 19 de abril de 2019, la Cámara de Diputados adoptó una iniciativa que pide al gobierno italiano que reconozca el genocidio armenio y le dé al problema una dimensión internacional. |
| Letonia         | 2021                               | El 6 de mayo de 2021, el Parlamento de Letonia, o Saeima, aprobó una resolución que reconoce el genocidio armenio por 58 a 11 votos con 7 abstenciones. |
| Libia           | 2019                               | El Consejo de Ministros de la administración interina con sede en el este ha adoptado una propuesta de Abdelhady Alhweij, su ministro de Relaciones Exteriores, para reconocer el genocidio armenio. Libia es el tercer estado árabe (los otros dos son Líbano y Siria) y el primer estado africano en reconocer el genocidio. |
| Lituania        | 2005                               | El 16 de diciembre de 2005, el Parlamento lituano, o Seimas, aprobó una resolución reconociendo el genocidio armenio. |
| Líbano          | 1997, 2000                         | El 11 de mayo de 2000, el parlamento libanés aprobó por unanimidad una resolución llamando a la conmemoración del 82 aniversario del genocidio armenio perpetrado por el gobierno turco otomano a principios de siglo. La resolución, presentada por el ejecutivo del parlamento, llama a todos los ciudadanos libaneses a unirse con el pueblo armenio el 24 de abril para conmemorar las atrocidades de 1915-1923. |
| Luxemburgo      | 2015                               | La Cámara de Diputados de Luxemburgo aprobó por unanimidad una resolución sobre el reconocimiento del genocidio del pueblo armenio. |
| México          | 2023                               | El 8 de febrero de 2023, el Senado de México aprobó un documento sobre el reconocimiento del Genocidio Armenio citando la necesidad de proteger los derechos humanos universales. |
| Países Bajos    | 2004, 2015, 2018                   | El gobierno holandés decidió enviar un Ministro o Secretario de Estado a Armenia para asistir al Día de conmemoración del genocidio armenio cada cinco años, a partir de 2018. |
| Paraguay        | 2015                               | El Senado de Paraguay aprobó por unanimidad la resolución. |
| Polonia         | 2005                               | El Sejm de Polonia (cámara baja del parlamento polaco) aprobó por unanimidad un proyecto de ley que reconoce el genocidio armenio el 19 de abril de 2005. |
| Portugal        | 2019                               | El 26 de abril de 2019, el Parlamento de Portugal votó a favor del reconocimiento del genocidio armenio perpetrado por el Imperio Otomano, con Voto de Pesar N.º 819/XIII. |
| Rusia           | 1995, 2005, 2015                   | |
| Eslovaquia      | 2004                               | Se criminaliza la negación del genocidio. Punible con hasta 5 años de prisión, según la ley de 2011. |
| Suecia          | 2010                               | El parlamento sueco aprobó una resolución que reconoce el genocidio armenio, así como el genocidio asirio y el genocidio griego, pero el canciller dijo que esa resolución no reflejaba la posición del Ejecutivo. Turquía retiró a su embajador de Estocolmo. |
| Suiza           | 2003                               | e criminaliza la negación del genocidio. |
| Siria           | 2015, 2020                         | El 13 de febrero de 2020 el Consejo Popular de Siria aprobó por unanimidad una resolución que reconoce y condena el genocidio armenio. |
| Estados Unidos  | 2019, 2021                         | El Congreso de los Estados Unidos reconoce oficialmente el genocidio armenio. La Cámara de Representantes afirmó el historial de Estados Unidos sobre el genocidio armenio con la Resolución de la Cámara 296 del 29 de octubre de 2019. El Senado reconoció por unanimidad el genocidio con la Resolución 150 del 12 de diciembre de 2019. Sin embargo, Donald Trump no apoyó la resolución, citando que la postura de su administración sobre el tema no había cambiado. El 24 de abril de 2021, el presidente Joe Biden reconoció oficialmente el genocidio armenio. |
| Uruguay         | 1965, 2004, 2015                   | El primer país en reconocer los hechos como genocidio. |
| Vaticano        | 2000, 2015                         | |
| Venezuela       | 2005                               | El 14 de julio de 2005, the Asamblea Nacional de Venezuela aprobó una resolución que reconoce el genocidio armenio. |

### Estados, regiones, provincias, municipios y comisiones parlamentarias
El reconocimiento del genocidio armenio también incluye a:

#### Australia
Los parlamentos de 3 estados australianos reconocen el genocidio armenio:
- Nueva Gales del Sur: En 2007, el Parlamento del Estado de Nueva Gales del Sur aprobó una moción condenando el genocidio y pidió al gobierno federal australiano que hiciera lo mismo.[127]
- Australia Meridional: en marzo de 2009, el Parlamento de Australia Meridional aprobó una moción similar a la aprobada en Nueva Gales del Sur en 2007.[128]
- Tasmania: el 11 de mayo de 2023, la Asamblea de la Cámara del Estado de Tasmania aprobó por unanimidad una moción que reconoce y condena los genocidios armenio, griego y asirio de 1915.[129]

La ciudad de Ryde adoptó una moción unánime dedicada al centenario del genocidio armenio en su reunión del consejo el 14 de abril de 2015. La moción hace un llamado adicional al gobierno de Australia para que reconozca y condene todos los genocidios. La Ciudad de Willoughby aprobó una moción reconociendo el genocidio armenio el 11 de mayo de 2015.

#### Bélgica
- Flandes: El parlamento adoptó una resolución reconociendo el genocidio armenio e instando a Turquía a aceptar su pasado.[132]

#### Brasil
Los parlamentos de 4 estados brasileños reconocen el genocidio armenio:
- Ceará: En 2006, el Consejo Legislativo del Estado de Ceará, Brasil, aprobó por unanimidad un proyecto de ley que reconoce el 24 de abril como el Día del Pueblo Armenio. A partir de ahora, las víctimas del genocidio armenio serán conmemoradas en este día.[133]
- Paraná: En 2013, el parlamento del estado de Paraná aprobó un proyecto de ley que reconoce el genocidio armenio en el Imperio Otomano.[134]
- Río de Janeiro: El estado de Río de Janeiro reconoció el genocidio armenio el 24 de julio de 2015, con una ley que fijó el 24 de abril como "Día de reconocimiento y memoria de las víctimas del Genocidio Armenio".[135]
- São Paulo: La Asamblea Legislativa del estado brasileño más grande, São Paulo, aprobó una ley que reconoce el 24 de abril como "Día de Conmemoración de las 1,5 millones de víctimas del Genocidio Armenio de 1915" en 2003.[136]

#### Bulgaria
- Bulgaria: 5 provincias (oblasts) han reconocido el genocidio armenio: la primera en 2008 fue la provincia de Plovdiv seguida de las provincias de Burgas, Ruse, Stara Zagora, Pazardzhik.[137]

#### Canadá
- Alberta: La Asamblea Legislativa aprobó recientemente una ley que reconoce por unanimidad el genocidio armenio y otros genocidios.[138]
- Columbia Británica: La Asamblea Legislativa reconoció el genocidio armenio.[139]
- Ontario: La Asamblea Legislativa adoptó por unanimidad una resolución que reconoce el genocidio armenio en 1980.[140]
- Quebec: Quebec fue la primera provincia de Canadá en reconocer el genocidio armenio en 1980.[141]

Además, las ciudades de Montreal y Toronto reconocieron el genocidio armenio.

#### Egipto
- Egipto: en febrero de 2019, el presidente de Egipto Abdel Fattah el-Sisi anunció su reconocimiento del genocidio armenio durante la Conferencia de Seguridad de Múnich de 2019[143] e instó al pleno reconocimiento del genocidio por parte de Egipto.[144]

#### España
Parlamentos de 6 regiones españolas reconocen el genocidio armenio:
- Aragón[145]
- Islas Baleares[146]
- País Vasco[147]
- Cataluña[148]
- Navarra[149]
- La Rioja[150]

Además, 42 ciudades españolas dentro de 9 regiones han reconocido el genocidio armenio:
- Andalucía: La Roda de Andalucía,[151] Puente Genil,[152] Benalmádena,[153] Marbella,[154] Málaga,[155] Torremolinos.[156]
- Islas Baleares: Santa Margalida.[157]
- País Vasco: San Sebastián.[158]
- Castilla y León: Burgos,[159] Soria.[160]
- Cataluña: Santa Coloma de Gramanet,[161] Sabadell,[162] San Hilario Sacalm,[163] Barcelona.[164]
- Comunidad de Madrid: Pinto,[165] Alcorcón.[166]
- Extremadura: Mérida.[167]
- La Rioja: Arnedo.[168]
- Comunidad Valenciana: Manises,[169] Mislata,[170] Chirivella,[171] Silla,[172] Burjasot,[173] Bétera,[174] Aldaya,[175] Alcira,[176] Carcagente,[177] Alacuás,[177] Elda,[177] Paiporta,[178] Alicante,[179] Torrente,[180] Petrel,[181] Villena,[182] Cullera,[183] Sueca,[184] Onteniente,[185] Valencia.[186] Liria.[187]Sagunto, https://aytosagunto.es/es/actualidad/el-pleno-del-ayuntamiento-de-sagunto-aprueba-una-declaracion-institucional-que-reconoce-el-genocidio-armenio/#:~:text=El%20pleno%20de%20mayo%20del,se%20cometieron%20durante%20el%20mismo., Alcasser, Alboraya

#### Francia
- Córcega: El 14 de abril de 2015, la Asamblea de Córcega adoptó una resolución que reconoce el genocidio armenio.[188]

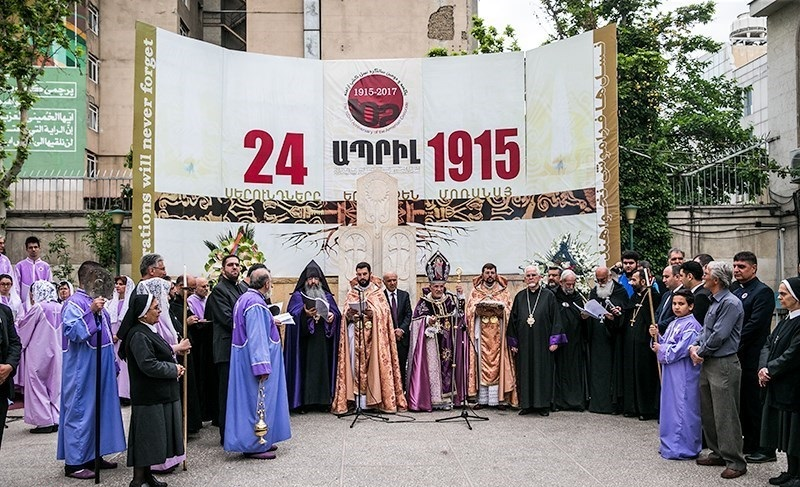
Día del Recuerdo del Genocidio Armenio en la Catedral de San Sarkis, Teherán, 2017 (centro: Arzobispo Sepuh Sargsyan)

#### Irán
- Irán: El gobierno regional de Teherán reconoció el genocidio armenio. Extraoficialmente, la República Islámica de Irán ha reconocido repetidamente el genocidio armenio.[189]

#### Israel
- El 1 de agosto de 2016, el Comité de Educación, Cultura y Deportes del Knéset anunció su reconocimiento del genocidio armenio e instó al gobierno israelí a reconocer formalmente la matanza masiva de 1,5 millones de armenios en 1915 como tal. El 30 de marzo de 2023, el ayuntamiento de Haifa reconoció el genocidio y se convirtió en la segunda ciudad de Israel en hacerlo, después de Petaj Tikva.[190]

#### Italia
Parlamentos de 10 regiones italianas reconocen el genocidio armenio:
- Abruzos: La región italiana de Abruzzo el 27 de octubre de 2015 aprobó un proyecto de ley para reconocer el genocidio armenio.[191]
- Basilicata: El Consejo Regional de Basilicata, Italia, reconoció por unanimidad el genocidio armenio el 27 de septiembre de 2016.[192]
- Emilia-Romaña: La región de Emilia-Romagna de Italia adoptó el 28 de julio de 2016 una resolución que reconoce el genocidio armenio.[193]
- Friuli Venezia Giulia: El Consejo Regional de Friuli Venezia Giulia adoptó por unanimidad una resolución que reconoce el genocidio armenio el 20 de mayo de 2021.[194]
- Lacio: El Consejo Regional de Lazio en Italia adoptó por unanimidad una moción sobre el reconocimiento del genocidio armenio el 18 de marzo de 2019.[195]
- Lombardía: El Consejo Regional de Lombardía adoptó por unanimidad una moción sobre el reconocimiento y conmemoración del genocidio armenio el 14 de abril de 2015.[196]
- Marcas: El Consejo Regional de las Marcas, reconoció por unanimidad el genocidio armenio el 6 de octubre de 2015.[197]
- Piamonte: El 31 de marzo de 2015, el Consejo Regional de Piamonte en Italia adoptó una moción sobre el reconocimiento y conmemoración del genocidio armenio.[198]
- Sicilia: El parlamento siciliano reconoció por unanimidad el genocidio armenio el 20 de abril de 2016.[199]
- Toscana: El 25 de marzo de 2015,  Toscana aprobó una resolución sobre el reconocimiento del genocidio armenio.[200] Además, casi 100 ciudades deItalia han reconocido el genocidio armenio, incluidas Roma, Milán, Turín, Venecia, Padua, Florencia, Génova, Livorno, Taranto, Trieste, Ancona, Perugia, Reggio Emilia y Parma.[201]

#### México
- Michoacán: El estado mexicano adoptó una declaración reconociendo y condenando el genocidio armenio de 1915 el 7 de mayo de 2019.[202]

#### Países Bajos
- Overijssel: La provincia holandesa adoptó una moción reconociendo el genocidio armenio.[203]

#### Emiratos Árabes Unidos
Debido al deterioro de las relaciones entre Turquía y los Emiratos Árabes Unidos, el país había anunciado en abril de 2019 que reconocería lentamente el genocidio armenio, en respuesta a los comportamientos agresivos de Turquía.
- Abu Dabi: El emirato se convirtió en el primero de los Emiratos Árabes Unidos en reconocer abiertamente el genocidio armenio.[205]

#### Filipinas
- Manila: El 27 de septiembre de 2016 se pronunció una divina liturgia en la Iglesia Santuario de San Antonio en Manila, Filipinas, dedicada a la memoria de las víctimas del genocidio armenio, por iniciativa de la Embajada de Armenia en Filipinas.[206]

#### Arabia Saudita
- Arabia Saudita: El deterioro de las relaciones entre Arabia Sauditay Turquía ha provocado un aumento de los llamamientos al reconocimiento del genocidio armenio.[207] En 2019, Arabia Saudita patrocinó la solución final para reconocer el genocidio armenio, en la que EE. UU. El Senado finalmente reconoció.[208] El embajador de Arabia Saudita en el Líbano también visitó el Monumento al Genocidio Armenio para demostrar la solidaridad de Arabia Saudita con Armenia.[209]

#### Estados Unidos
- Estados Unidos: los 50 estados de EE. UU. han reconocido el genocidio armenio a partir de 2022.[210][211] El 27 de noviembre de 2019, el Distrito de Columbia adoptó una resolución que reconoce el genocidio armenio.[212]

#### Reino Unido
Dos de las tres legislaturas descentralizadas del Reino Unido han reconocido el genocidio armenio.
- Escocia[214]
- Gales[215]
- Inglaterra: El Ayuntamiento de Derby, en representación de la ciudad de Derby, ha reconocido el genocidio armenio en 2018[216]

#### Suiza
- Ginebra: el gobierno del cantón suizo de Ginebra reconoció el genocidio armenio de 1915[217]
- Vaud: el cantón suizo de Vaud reconoció el genocidio armenio de 1915 en la Turquía otomana[218]

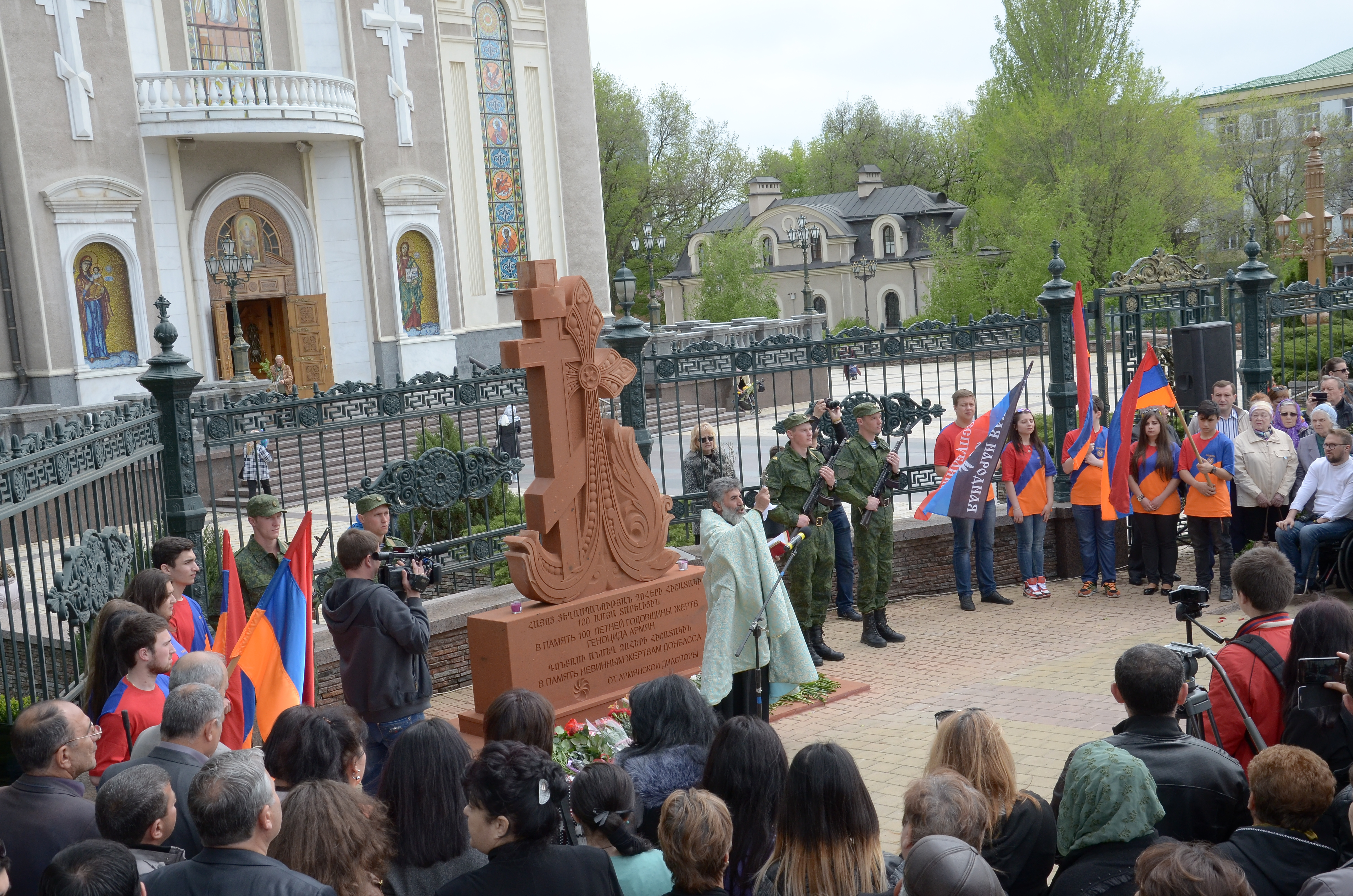
Día del Recuerdo del Genocidio Armenio en Donetsk, Ucrania, 2016

#### Vietnam
- Vietnam: En 2015, el ministro de Justicia de Vietnam, Hà Hùng Cường, en su viaje a Ereván, afirmó que Vietnam estaba dispuesto a discutir y reconocer el genocidio armenio.[219]

#### Otros
- Quindío, Colombia: La actual capital del departamento, antes denominada "Villa Holguín" en su acta de fundación en 1889, pasó a llamarse Armenia en homenaje a las víctimas del genocidio.[220]
- República de Artsakh: La región predominantemente poblada por armenios de Nagorno-Karabaj reconoce el genocidio armenio. La autoproclamada república ha declarado el 24 de abril como Día del Recuerdo del Genocidio
- Crimea El parlamento de Crimea reconoció el genocidio armenio en 2005[221]

## Posiciones por países

### Turquía

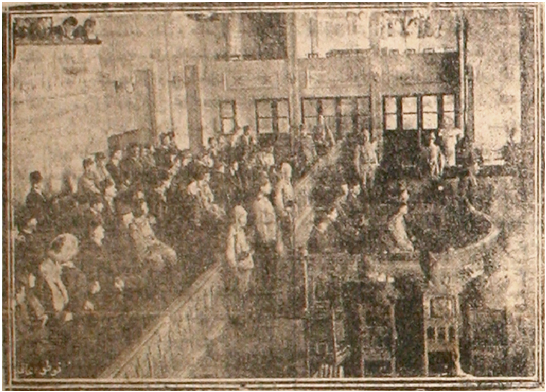
Una sesión de las cortes marciales turcas de 1919–20. Los líderes de CUP, Enver, Djemal, Talaat, entre otros, fueron condenados a muerte bajo cargos de especulación durante la guerra y masacres de armenios y griegos..

El veredicto de los juicios de Estambul, celebrado por el gobierno otomano en 1919-1920, reconoció la masacre de armenios como "crímenes de guerra" y condenó a muerte a los perpetradores. Sin embargo, en 1921, durante el resurgimiento del Movimiento Nacional Turco, se concedió amnistía a los culpables. A partir de entonces, el gobierno turco, bajo Mustafa Kemal Atatürk, adoptó una política de negación.
Un obstáculo importante para un reconocimiento más amplio del genocidio en el mundo es la posición oficial de Turquía, que se basa en el supuesto de que la deportación de armenios fue una acción estatal legítima. Según el gobierno turco, los hechos de 1915 fueron una "tragedia" que resultó en "la pérdida de muchas vidas inocentes", pero no pueden describirse como un genocidio.
En abril de 2006, la Asociación Turca de Derechos Humanos (IHD) reconoció los hechos como un genocidio.

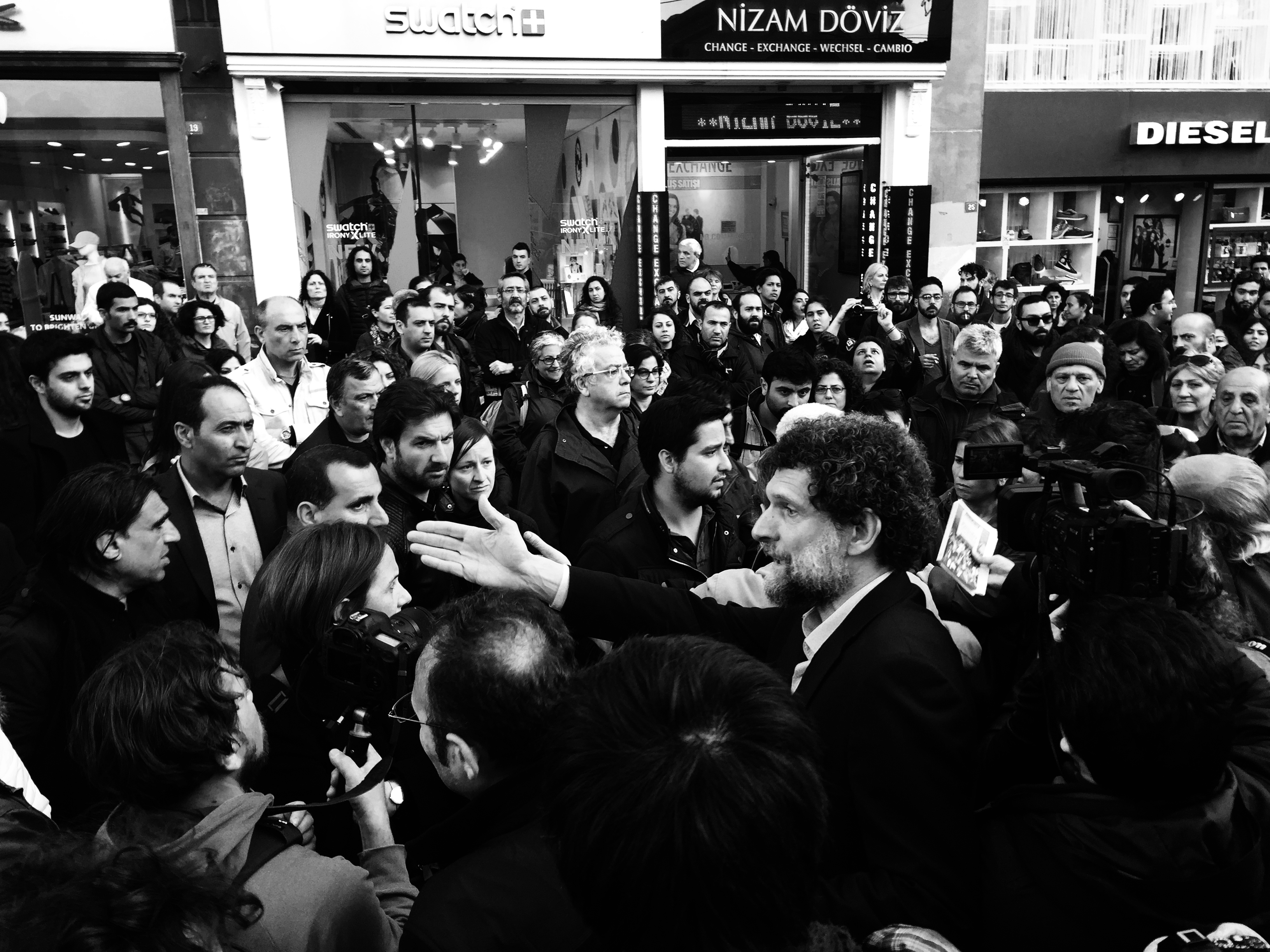
Conmemoración del centenario del genocidio armenio cerca de la plaza Taksim, Estambul

En diciembre de 2008, un grupo de intelectuales turcos lanzó una petición en línea, denominada campaña "Me disculpo" ('Özür Diliyorum' en turco), para personas que desean disculparse a título personal. Los redactores de la petición usaron la palabra "la Gran Catástrofe" con respecto a los hechos. La petición obtuvo más de 10.000 firmas en cuestión de días. Ante una reacción violenta, el entonces presidente turco Abdullah Gül defendió la petición, citando la libertad de expresión. Un grupo de oposición pronto lanzó un sitio web que reunió un número aún mayor de firmas. Recep Tayyip Erdogan, en ese momento primer ministro, negó que hubiera algo por lo que disculparse, pero tampoco se opuso a la campaña y se produjo un debate nacional.
Desde la campaña "Me disculpo" en 2008, todos los años, el 24 de abril, se llevan a cabo ceremonias de conmemoración del genocidio en varias ciudades turcas. Comenzaron en la plaza Taksim en Estambul en 2008, principalmente como resultado de la discusión nacional que se produjo después del asesinato de Hrant Dink y luego se extendió a Ankara, Diyarbakır, İzmir, Malatya y Mersin en los años siguientes.
A continuación se muestran las preguntas formuladas y los porcentajes de las respuestas dadas en una encuesta de 2014 para el Centro de Estudios de Economía y Política Exterior (EDAM), un grupo de expertos turco:
Encuesta sobre "Políticas potenciales de Turquía sobre la cuestión armenia" (EDAM, 2014)
| Pregunta | % de respuestas | % de respuestas (excluyendo "Sin idea/Sin respuesta") | % de respuestas entre los expertos en política exterior de Turquía |
| --- | --------------- | ----------------------------------------------------- | ------------------------------------------------------------------ |
| Turquía debería disculparse por los armenios que perdieron la vida en 1915 y admitir que lo que pasó fue un genocidio                                                   | 9,1%            | 12,1%                                                 | 18,7%                                                              |
| Turquía debería disculparse por los armenios que perdieron la vida en 1915, pero no debería tomar otras medidas.                                                        | 9,1%            | 12,1%                                                 | 26,0%                                                              |
| Turquía debería expresar su pesar por los armenios que perdieron la vida en 1915, pero no debería disculparse.                                                          | 12,0%           | 16%                                                   | 17,3%                                                              |
| Turquía debe expresar que no todos los que perdieron la vida en 1915 eran armenios y expresar su pesar por todos los ciudadanos otomanos que perecieron en ese período. | 23,5%           | 31,3%                                                 | 36,7%                                                              |
| Turquía no debería tomar medidas | 21,3%           | 28,4%                                                 | 1,3%                                                               |
| Sin idea/Sin respuesta | 25,0%           | -                                                     | -                                                                  |
| Total | 100%            | 100%                                                  | 100%                                                               |
| Total "Turquía debería disculparse por los armenios que perdieron la vida en 1915"                                                                                      | 18,2%           | 24,3%                                                 | 44,7%                                                              |
| Total "Turquía debería disculparse" + "expresar su pesar por los armenios que perdieron la vida en 1915"                                                                | 30,2%           | 34,2%                                                 | 62,0%                                                              |

Las respuestas a la encuesta variaron mucho según el partido político, desde el 4,6% de los votantes del MHP que reconocen el genocidio armenio hasta el 24,4% de los votantes del BDP. Excluyendo "Sin idea/Sin respuesta", el 51 % de los votantes de CHP y el 44 % de los votantes de BDP respondieron que "Turquía debería disculparse por los armenios que perdieron la vida" o "Turquía debería expresar su pesar por los armenios que perdieron la vida en 1915 pero no debe disculparse".
Desde 2014, el presidente Erdoğan ha enviado todos los años un mensaje el 24 de abril, Día del Recuerdo del Genocidio Armenio, al patriarca armenio de Constantinopla, en turco y armenio, para ofrecer sus condolencias a los armenios por los "acontecimientos de 1915", sin utilizar el palabra "genocidio". Es la primera vez que un líder turco ofrece formalmente sus condolencias por los asesinatos en masa. En 2021, su mensaje incluía:

Recuerdo con respeto a los armenios otomanos, que perdieron la vida en las duras condiciones de la Primera Guerra Mundial, y ofrezco mis condolencias a sus nietos. [...] Agradezco a nuestros ciudadanos armenios, que son parte inseparable de nuestra nación, por su sincero apoyo a esta lucha que nuestro país ha venido dando. Con estos pensamientos en mi mente, una vez más recuerdo con respeto a los armenios otomanos. a quienes perdimos durante la Primera Guerra Mundial, comparto el dolor de sus familiares y les ofrezco a todos mis saludos y afecto.

En una encuesta de 2015 de la Fundación para la Memoria de la Shoá y Fondapol, el 33 % de las personas de entre 16 y 29 años que viven en Turquía respondieron afirmativamente a la pregunta: "Desde su punto de vista, ¿podemos hablar de genocidio en relación a la masacre de los armenios, por los turcos, en 1915?".
En el siglo XX, el único movimiento político turco que reconoció el genocidio fue el grupo militante maoísta Partido Comunista de Turquía/Marxista-Leninista (TKP/ML). El genocidio también ha sido reconocido por movimientos políticos kurdos, incluido el Partido de los Trabajadores de Kurdistán (PKK) en su periódico oficial en 1982 y el parlamento kurdo en el exilio en 1997. A 2020, la negación del genocidio cuenta con el apoyo de todos los principales partidos políticos de Turquía, excepto el Partido Democrático de los Pueblos (HDP) y el Partido de la Izquierda Verde, así como muchos medios de comunicación pro y antigubernamentales y organizaciones de la sociedad civil. Tanto los partidos del gobierno como los de la oposición han reaccionado fuertemente al reconocimiento del genocidio en otros países.

### Posición kurda
Algunas tribus kurdas jugaron un papel en el genocidio, ya que fueron utilizadas por las autoridades otomanas para llevar a cabo los asesinatos en masa. Entre los kurdos modernos, incluidos los principales partidos kurdos como el Partido Democrático de los Pueblos (HDP) y el Partido Democrático de Kurdistán (KDP), la mayoría reconoce los asesinatos y se disculpa en nombre de sus antepasados que cometieron atrocidades contra armenios y asirios en el nombre del Imperio Otomano.
Según una encuesta de 2014, el 24,4% de los ciudadanos turcos que votan por el BDP (HDP), que suele ser votado por los kurdos, acepta el genocidio armenio. Excluyendo a aquellos que no respondieron la pregunta en la encuesta, el 44% de los votantes del BDP piensa que "Turquía debería disculparse por los armenios que perdieron la vida en 1915" o que "Turquía debería expresar su pesar por los armenios que perdieron la vida en 1915".

### Alemania
Alemania fue aliada del Imperio Otomano en la Primera Guerra Mundial, y muchos oficiales militares alemanes fueron cómplices de permitir que ocurriera el genocidio y también apoyaban al Imperio Otomano por temor a que los armenios colaboraran con Rusia en ese momento; varias figuras alemanas como Hans Humann y Hans von Seeckt también demostraron su apoyo a los otomanos. Estas acciones fueron las semillas del futuro Holocausto de la Alemania nazi, ya que muchas se inspiraron en el espantoso genocidio armenio.
El periodista británico Robert Fisk, aunque reconoció el papel desempeñado por la mayoría de los diplomáticos y parlamentarios alemanes en la condena de los turcos otomanos, señaló que algunos de los testigos alemanes del holocausto armenio desempeñarían un papel más tarde en el régimen nazi. Por ejemplo, Konstantin Freiherr von Neurath, que se adjuntó al 4.º ejército turco en 1915 con instrucciones de supervisar las "operaciones" contra los armenios, más tarde se convirtió en ministro de Relaciones Exteriores de Adolf Hitler y "Protector de Bohemia y Moravia" durante las brutales actividades de Reinhard Heydrich en Checoslovaquia.
A pesar de esto, muchos otros oficiales alemanes también desaprobaron abiertamente el genocidio y se horrorizaron al ver que sucedía. El conde Paul Wolff Metternich fue un testigo presencial que recibió numerosos mensajes sobre el brutal genocidio y la deportación armenios, y la determinación de los otomanos de exterminar a los armenios; su sucesor Hans Freiherr von Wangenheim también experimentó una historia similar y documentó el genocidio. Max Erwin von Scheubner-Richter, quien documentó varias masacres de armenios, había enviado quince informes sobre "deportaciones y asesinatos en masa" a la cancillería alemana detallando los métodos del gobierno otomano para cometer atrocidades y sus intentos para encubrirlas.
El escritor alemán Armin T. Wegner había desafiado la censura estatal al tomar fotografías sobre el genocidio armenio. Más tarde declaró: "Me aventuro a reclamar el derecho de poner ante ustedes estas imágenes de miseria y terror que pasaron ante mis ojos durante casi dos años, y que nunca serán borradas de mi mente". Finalmente, los alemanes lo arrestaron y lo llamaron a Alemania, pero su trabajo y su abierto desafío a la censura otomana lo habían convertido en un nombre venerado en Armenia por defender la causa en tiempos difíciles.
Alemania había decidido en 2005 reconocer por primera vez el genocidio armenio. La solución se amplió más tarde en 2016, lo que provocó un aumento de las tensiones entre Alemania y Turquía.

### Arabia Saudita
Históricamente, Arabia Saudita había respaldado a Turquía en el genocidio armenio y fue uno de los pocos países del mundo que no reconoció la independencia de Armenia; Arabia Saudita también se puso del lado de Azerbaiyán, el principal aliado de Turquía, en el conflicto de Nagorno-Karabaj. Sin embargo, las crecientes tensiones entre Arabia Saudita y Turquía han dado lugar a que aquella preste lentamente atención al genocidio armenio, y los periódicos administrados por el gobierno comienzan a mencionar el genocidio armenio y los boicots antiturcos también aumentan en el Reino de Arabia Saudita.
En abril de 2019, Arabia Saudita apoyó una resolución del Congreso estadounidense para reconocer el genocidio armenio. El embajador de Arabia Saudita en el Líbano también visitó el Monumento al Genocidio Armenio para demostrar la solidaridad de su país con Armenia. Durante el conflicto de Nagorno-Karabaj de 2020, Arabia Saudita había pedido un boicot a los productos turcos después de que el presidente turco Erdoğan la culpara por las tensiones en el Cáucaso y el Medio Oriente.
Sin embargo, por otro lado, Arabia Saudita también necesita tener influencia en las relaciones con Azerbaiyán, ya que ha visto a Azerbaiyán como un lugar potencial para desestabilizar a Irán, un aliado de Armenia pero también adversario de Turquía y Arabia Saudita, por lo que ésta actúa con cuidado, aunque la oposición saudita a Turquía se ha disparado.

### Australia
Australia no ve los eventos del final del Imperio Otomano como un genocidio, aunque no niega que haya ocurrido. Australia es uno de los países que estaba en guerra con el Imperio Otomano en el momento de los hechos, especialmente durante la Batalla de Gallipoli. Australia reconoce que los trágicos eventos tuvieron efectos devastadores en la identidad, el patrimonio y la cultura de todas las personas en las áreas donde ocurrieron. Además, en respuesta a las mociones de Nueva Gales del Sur y Australia del Sur para reconocer los hechos como genocidio, el ministro de Relaciones Exteriores de Australia aclaró el 4 de junio de 2014 que los estados y territorios australianos no tienen ningún papel constitucional en la formulación de la política exterior australiana, y que Australia no considera los trágicos acontecimientos del fin del Imperio Otomano como un genocidio.

### Austria
Austria-Hungría era un aliado del Imperio Otomano e ignoró numerosas solicitudes de ayuda de los catolicós armenios en 1915. Los informes sobre el genocidio fueron suprimidos por Marktgraf Johann von Pallavicini (embajador de Austria en Estambul). Los periódicos austriacos guardaron silencio sobre el genocidio y adoptaron estereotipos antiarmenios en su cobertura de la defensa de Van. El escritor Franz Werfel, en su libro Los cuarenta días de Musa Dagh, publicado en 1933, describe el comienzo del genocidio desde la perspectiva de los armenios; la obra fue más tarde prohibida por los nazis. En 2015, el Parlamento de Austria reconoció y condenó el genocidio de ciudadanos armenios. El gobierno de Austria pidió luego al gobierno de Turquía que reconociera los hechos de 1915-1916 como genocidio. Turquía respondió que estaban "decepcionados" e insinuó que Austria estaba presentando solo la versión armenia de los hechos.

### China
China no ha reconocido el genocidio armenio. Sin embargo, históricamente, China ha tenido una relación adversa con el mundo turco, especialmente debido al reciente conflicto de Sinkiang, cuando se acusó a Turquía de patrocinar a separatistas panturcos contra China. Al mismo tiempo, la sinofobia también está presente en Turquía y otros países túrquicos, sobre todo durante los disturbios en Ürümqi de julio de 2009, y las noticias sobre los uigures y otros pueblos túrquicos en Sinkinag siempre han sido un tema delicado en las relaciones chino-turcas.
En vista de ello, el escepticismo hacia Turquía desde China ha resultado en un mayor llamado a la solidaridad con el pueblo armenio en China, ya que las relaciones entre la China moderna y Armenia son amistosas. Durante el genocidio armenio, China acogió a un pequeño número de refugiados armenios, en su mayoría concentrados en Harbin y Tianjin, lo que provocó expresiones de gratitud por parte de los supervivientes. China ha sido acusada por Turquía de ayudar a Armenia con referencia al monte Ararat, la montaña sagrada en la mitología armenia, que se encuentra dentro de las fronteras turcas modernas. Ankara cree que Beijing está tratando de ayudar a Armenia a reforzar los reclamos sobre el territorio turco. Los llamados al reconocimiento del genocidio en China también atraen la atención, especialmente en 2009 cuando el gobierno turco culpó a la administración china por las tensiones entre los uigures y los han, y en 2014 cuando un grupo de músicos armenios autorizados por Beijing interpretó piezas musicales clásicas armenias en China, en conmemoración del centenario del genocidio.
En 2011, el exministro de Relaciones Exteriores de China, Yang Jiechi, depositó flores en el monumento conmemorativo del genocidio armenio en Ereván.

### Estados Unidos
En 1951, el Departamento de Estado de los Estados Unidos ejemplificó el caso armenio como uno de los actos de genocidio cometidos en el pasado reciente. Este punto de vista es evidente en la declaración escrita de Estados Unidos dada a la Corte Internacional de Justicia (ICJ) ese año, observando que: "La Convención sobre el Genocidio fue el resultado de las prácticas inhumanas y bárbaras que prevalecieron en ciertos países antes y durante la Segunda Guerra Mundial, cuando grupos enteros de minorías religiosas, raciales y nacionales fueron amenazados y sometidos a exterminio deliberado. La práctica del genocidio ha ocurrido a lo largo de la historia humana. La persecución romana de los cristianos, las masacres turcas de armenios, el exterminio de millones de judíos y polacos por parte de los nazis son ejemplos sobresalientes del crimen de genocidio."
Este fue el trasfondo cuando la Asamblea General de las Naciones Unidas consideró el problema del genocidio.” El hecho de que EE. UU. más tarde cambiara radicalmente esta posición y desde entonces se haya abstenido sistemáticamente de utilizar oficialmente el término "genocidio" sobre los acontecimientos de la Primera Guerra Mundial se puede atribuir al surgimiento de la era de la Guerra Fría y al ingreso de Turquía en la OTAN junto con la desaparición de Raphael Lemkin como un fuerte defensor de los derechos humanos de las filas del Departamento de Estado de EE. UU.
Varios documentos oficiales estadounidenses califican los hechos de genocidio. La Cámara de Representantes de los Estados Unidos adoptó resoluciones conmemorativas del genocidio armenio en 1975, 1984 y 1996. El presidente Ronald Reagan también describió los hechos como genocidio en su discurso del 22 de abril de 1981. Las legislaturas de los 50 estados los estados han hecho proclamaciones individuales reconociendo los eventos de 1915 a 1923 como genocidio. A partir del 4 de marzo de 2010, el Comité de Asuntos Exteriores de la Cámara de Representantes de los Estados Unidos ha reconocido las masacres de 1915 como genocidio.
El gobierno de los Estados Unidos reconoció por primera vez el genocidio armenio en 1951, en un documento que presentó ante la Corte Internacional de Justicia, comúnmente conocida como la Corte Mundial.
La Resolución Conjunta 148 de la Cámara, adoptada el 8 de abril de 1975, determinó:

Autoriza al Presidente a designar el 24 de abril de 1975 como 'Día Nacional del Recuerdo de la Inhumanidad del Hombre hacia el Hombre' para recordar a todas las víctimas del genocidio, especialmente a las de ascendencia armenia que sucumbieron al genocidio perpetrado en 1915.

Después del mandato de Ronald Reagan, los presidentes posteriores de los Estados Unidos, hasta Joe Biden, se negaron a nombrar los eventos como tales debido a la preocupación por malquistar a Turquía.
La Asamblea Armenia de América (AAA) y el Comité Nacional Armenio de Estados Unidos (ANCA), organizaciones de defensa que representan los puntos de vista y los valores de la comunidad armenia estadounidense en los Estados Unidos, han estado instando al Congreso y al Presidente de los Estados Unidos a reconocer la genocidio de la Turquía otomana en 1915. También han pedido un aumento de la ayuda económica a Armenia.
El Comité de Asuntos Exteriores de la Cámara de Representantes de EE. UU. aprobó la HR 106, un proyecto de ley que categorizaba y condenaba al Imperio Otomano por el Genocidio, el 10 de octubre de 2007, con una votación de 27 a 21. Sin embargo, parte del apoyo al proyecto de ley tanto de demócratas como de republicanos se desvaneció después de que la Casa Blanca advirtiera de la posibilidad de que Turquía restringiera el espacio aéreo y el acceso a rutas terrestres para EE. UU. en el marco de sus esfuerzos militares y humanitarios en Irak, como respuesta al proyecto de ley. En respuesta a la decisión del Comité de Asuntos Exteriores de la Cámara sobre el proyecto de ley, Turquía ordenó a su embajador en los Estados Unidos que regresara a Turquía para "consultas". El lobby turco trabajó intensamente para bloquear la aprobación del proyecto de ley.
El 19 de enero de 2008, el senador estadounidense Barack Obama declaró que "el genocidio armenio no es una acusación, una opinión personal o un punto de vista, sino un hecho ampliamente documentado respaldado por un abrumador cuerpo de evidencia histórica. Los hechos son innegables". Prometió reconocer el genocidio si era elegido presidente. El 24 de abril de 2009 declaró como presidente: "Constantemente he declarado mi propia visión de lo que ocurrió en 1915, y mi visión de esa historia no ha cambiado. Mi interés sigue siendo el logro de un pleno, franco y justo reconocimiento de los hechos.” En los discursos de conmemoración del 24 de abril, Obama se refirió únicamente al sinónimo armenio Mets Eghern ("Mec Eġeṙn"). En 2010, 2012, 2013, 2014 2015, y 2016 no usó la palabra 'genocidio '. En abril de 2015, Obama envió una delegación presidencial a Armenia para asistir a la conmemoración del centenario en Ereván. Susan E. Rice, Consejera de Seguridad Nacional de Obama, alentó al Ministro de Relaciones Exteriores de Turquía, Mevlüt Çavuşoğlu, a tomar medidas concretas para mejorar las relaciones con Armenia y facilitar un diálogo abierto y franco en Turquía sobre las atrocidades de 1915.
El 29 de octubre de 2019, la Cámara de Representantes de los Estados Unidos aprobó una resolución con una votación de 405 a 11 para reconocer el genocidio armenio. El Senado de los Estados Unidos aprobó la resolución por voto unánime el 12 de diciembre de 2019, desafiando al presidente Donald Trump, quien se opuso al reconocimiento. El 24 de abril de 2020, el presidente Trump emitió una declaración sobre el Día del Recuerdo del Genocidio Armenio, refiriéndose a los eventos como "una de las peores atrocidades masivas del siglo XX".
El 24 de abril de 2021, en el Día del Recuerdo del Genocidio Armenio, el presidente Joe Biden se refirió a los hechos como "genocidio" en un comunicado emitido por la Casa Blanca, en el que el presidente equiparó formalmente el genocidio perpetrado contra los armenios con atrocidades de la escala de las cometidas en la Europa ocupada por los nazis.

### Finlandia y Suecia
Finlandia no ha reconocido el genocidio armenio, mientras que Suecia reconoció el genocidio en 2010. Sin embargo, en agosto de 2022, la Organización de la Juventud de Izquierda de Finlandia instó al gobierno a reconocer el genocidio armenio. En junio de 2021, el parlamentario finlandés Päivi Räsänen pidió al gobierno que reconociera el genocidio armenio. En septiembre de 2005, la expresidenta finlandesa Tarja Halonen visitó Tsitsernakaberd. En febrero de 2016, la exministra de Asuntos Exteriores de Suecia, Margot Wallström, visitó Tsitsernakaberd. Finlandia y Suecia aplicaron a la OTAN, de la cual Turquía es miembro, el 18 de mayo de 2022. Turquía, sin embargo,  bloqueó por completo la membresía de Suecia.

### Francia

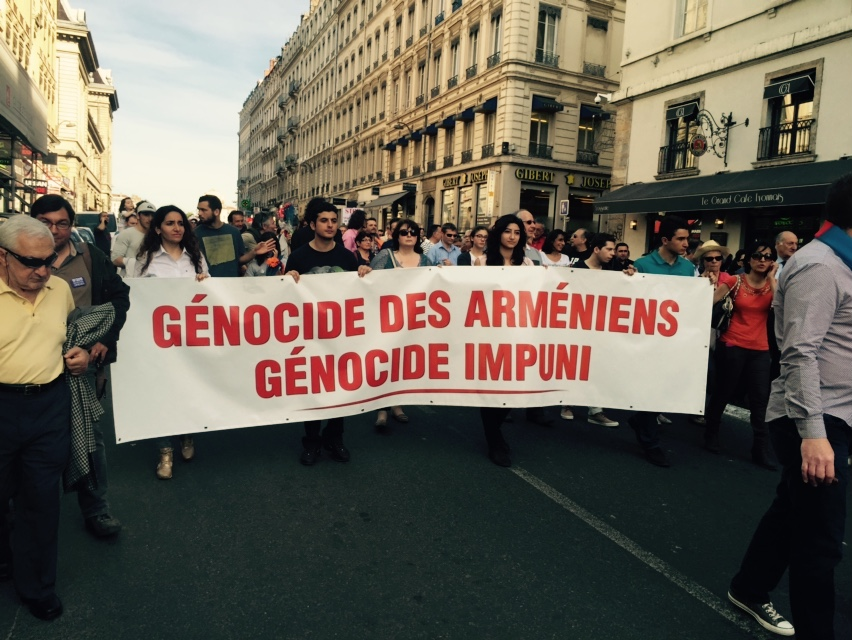
Día del Recuerdo del Genocidio Armenio en Lyon, 2015

Francia ha reconocido formalmente las masacres armenias como genocidio.
En 2006, el parlamento francés presentó un proyecto de ley para crear una ley que castigaría a cualquier persona que negara el genocidio armenio con hasta cinco años de prisión y una multa. A pesar de las protestas turcas, la Asamblea Nacional francesa adoptó un proyecto de ley que convertía en delito negar que los armenios sufrieran el genocidio en 1915 a manos de los turcos otomanos. El proyecto de ley había sido criticado como un intento de obtener votos de entre los 600.000 armenios étnicos de Francia. Esta crítica proviene no solo de Turquía, sino también de Orhan Pamuk. Sin embargo, el proyecto de ley se abandonó en el verano de 2011 antes de pasar al Senado.
Desde entonces, Francia ha instado a Turquía a reconocer la masacre de 1915 como genocidio.
El Senado francés aprobó un proyecto de ley en 2011 que criminaliza la negación de los genocidios reconocidos, que incluye tanto el Holocausto como el genocidio armenio. El proyecto de ley fue presentado por el parlamento en 2012. Sin embargo, el proyecto de ley fue considerado inconstitucional el 28 de febrero de 2012 por el Tribunal Constitucional francés : "El consejo dictamina que al castigar a cualquiera que cuestione la existencia de... delitos que los propios legisladores reconocieron o calificaron como tales, los legisladores cometieron un ataque inconstitucional contra la libertad de expresión".
El Senado francés adoptó un nuevo proyecto de ley el 14 de octubre de 2016 que convertía en delito la negación del genocidio armenio. El proyecto fue presentado por el Gobierno francés y aprobado por la Asamblea Nacional francesa en julio de 2016, y prevé una pena de un año de prisión o una multa de 45.000 €. Sin embargo, la ley fue anulada por el Tribunal Constitucional francés en enero de 2017. El Consejo dijo que el “fallo genera incertidumbre en cuanto a expresiones y comentarios sobre asuntos históricos. Por lo tanto, esta sentencia es un ataque innecesario y desproporcionado contra la libertad de expresión.”
El 5 de febrero de 2019, el presidente francés Emmanuel Macron declaró el 24 de abril como día de conmemoración del genocidio armenio en Francia.

### India

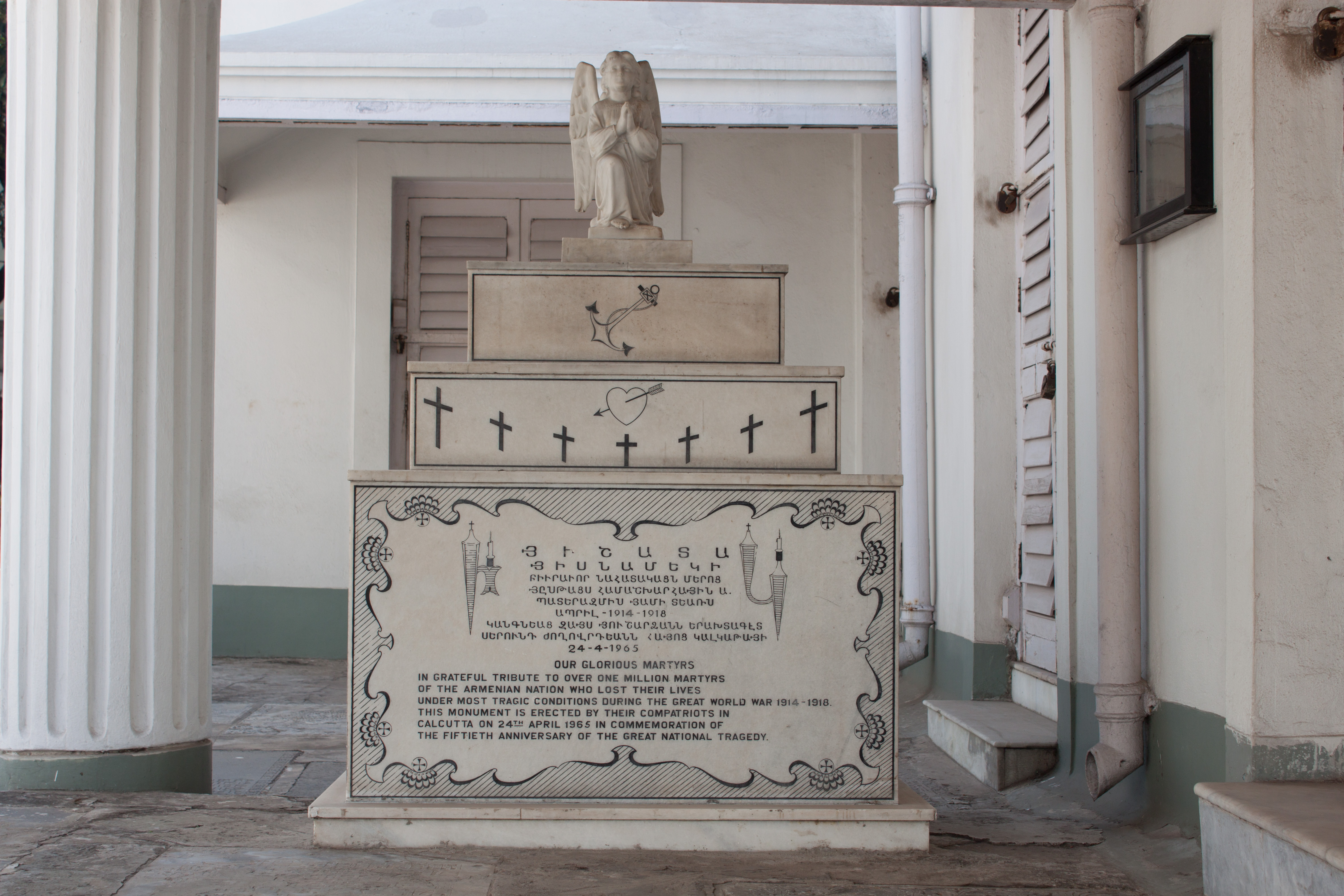
Monumento al genocidio armenio, Kolkata

India no ha reconocido el genocidio armenio. Sin embargo, durante la Primera Guerra Mundial, cuando India estaba bajo el dominio colonial británico, el país se encontró en guerra contra el Imperio Otomano, el predecesor de Turquía. Muchos armenios buscaron refugio en la India, sobre todo en Calcuta. Con el empeoramiento de las relaciones entre India y Turquía desde la década de 2010, principalmente debido al apoyo abierto de Turquía a Pakistán, que también comparte una postura similar con Turquía, ha habido un creciente llamado al reconocimiento del genocidio en India. Por primera vez, bajo la presidencia de Narendra Modi, la embajada india en Armenia mencionó el genocidio y el embajador indio Kishan Dan Dewal también rindió homenaje a las víctimas del genocidio en 2021.

### Irán

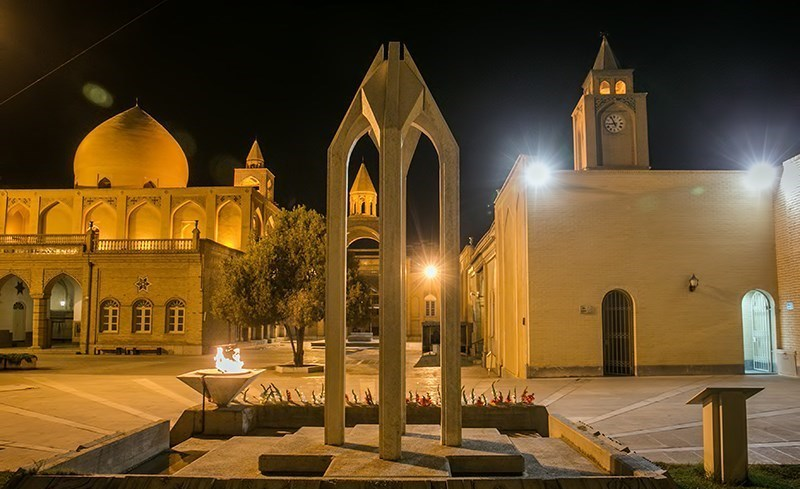
Monumento al Genocidio Armenio, Nueva Julfa

Debido al período de débil gobierno central y la incapacidad de Teherán para proteger su integridad territorial cuando ocurrió el genocidio, los turcos musulmanes y las tribus kurdas invadieron la ciudad de Salmas en el noroeste de Persia, masacrando a los habitantes armenios cristianos después de la retirada de las tropas rusas de la región. Antes de la retirada rusa, un gran número de cristianos huyeron a través del río Aras hacia Rusia, mientras que un pequeño número permaneció escondido en las casas de los musulmanes locales.
Mohammad-Ali Jamalzadeh, un destacado escritor persa del siglo XX, estudió en Europa, donde se unió a un grupo de nacionalistas iraníes en Berlín que eventualmente iniciarían un periódico (Rastakhiz) en Bagdad en 1915. Durante un viaje de Bagdad a Estambul, fue testigo de las deportaciones de armenios y se encontró con muchas víctimas y cadáveres armenios durante su viaje. Escribió sobre sus experiencias y relatos de testigos presenciales décadas después en dos libros titulados "Qatl-e Amm-e Armanian" (en persa: قتل عام ارمنیان‎  , literalmente; masacres armenias) y "Qatl o ḡārat-e Arāmaneh dar Torkiye" (Sobre las masacres de armenios en Turquía).
El actual gobierno de Irán no ha reconocido oficialmente el genocidio armenio, en parte debido a consideraciones geopolíticas en torno a las relaciones con Turquía. Sin embargo, las relaciones entre Armenia e Irán han sido en gran medida cordiales e Irán es uno de los principales socios comerciales de Armenia, ya que Turquía y Azerbaiyán han bloqueado el país. Algunos políticos iraníes, como el presidente reformista Mohammad Khatami, que visitó el monumento conmemorativo del genocidio armenio en 2004, han rendido homenaje a las víctimas del genocidio armenio en el pasado. Cuando el presidente principista Mahmoud Ahmadinejad visitó Armenia en 2007, no visitó el monumento conmemorativo. Cuando un estudiante de la universidad de Ereván le preguntó al respecto, afirmó que "la posición de Teherán sobre los acontecimientos históricos es muy clara y condenamos todas las injusticias a lo largo de la historia humana". Algunos miembros actuales y anteriores del parlamento iraní también han hecho declaraciones indicando el reconocimiento del genocidio, incluidos Ali Akbar Mohtashamipour, Hadi Khamenei y Ruhollah Hosseinian, entre otros.
En 2010, Turquía e Irán entraron en una disputa política después de que el vicepresidente iraní, Hamid Baghaei, supuestamente condenara a Turquía por el genocidio armenio, mientras hacía una comparación relacionada con la invasión de Irán durante la Segunda Guerra Mundial. Las tensiones se resolvieron luego de que el gobierno iraní emitiera un comunicado de que sus comentarios fueron sacados de contexto, y que Baghaei solo había hecho una referencia al tema, sin tomar posición alguna al respecto. El Ministerio de Patrimonio Cultural, Artesanía y Turismo de Irán también emitió rápidamente una declaración, diciendo que la posición oficial de Irán sobre el genocidio armenio es idéntica a la de Turquía, que fue seguida por la embajada iraní en Ankara afirmando lo mismo. En 2015, la comunidad armenia iraní pidió a Hassan Rouhani que reconociera oficialmente el genocidio armenio, a fin de evitar que se repitan tales eventos en el futuro.

### Israel
Oficialmente Israel ni reconoce ni niega el genocidio armenio. Esto se deriva de algunas consideraciones geopolíticas. En primer lugar, según The Times of Israel, "Israel es un país pequeño en un vecindario hostil que no puede permitirse enemistarse con los pocos amigos que tiene en la región. Incluso los estados más poderosos se niegan a emplear el término 'genocidio' por temor a malquistarse con Turquía..." En segundo lugar, Israel comparte una "amistad en ciernes" con Azerbaiyán, un "país musulmán chiíta pero moderado que limita con Irán" que también se opone firmemente al reconocimiento. En tercer lugar, según el exministro israelí Yossi Sarid (uno de los partidarios más vocales del país del reconocimiento del genocidio armenio), Israel tiende a seguir las políticas establecidas por Estados Unidos, que no lo había reconocido. A pesar de estas preocupaciones, muchas figuras israelíes prominentes de diferentes lados del espectro político han pedido reconocimiento.
En 2003, el Catolicós de Todos los Armenios Karekin II visitó al entonces Gran Rabino de Israel, Yona Metzger, quien aceptó una invitación de Karekin II para visitar Armenia, viaje que realizó en 2005, incluida una visita al Tsitsernakaberd (el Monumento al Genocidio en Ereván). Al hacerlo, reconoció formalmente el genocidio armenio como un hecho histórico. Una encuesta de 2007 encontró que más del 70% de los israelíes pensaban que Israel debería reconocer el genocidio, con un 44% dispuesto a romper relaciones con Turquía por el tema.
Israel pareció acercarse a reconocer oficialmente el genocidio en 2011 cuando la Knéset celebró su primera discusión abierta sobre el asunto. Por unanimidad de 20 a 0, la Knéset aprobó remitir el tema al Comité de Educación para una deliberación más amplia. El presidente de la Knéset de Israel le dijo a un comité de acción armenio con sede en Israel que tenía la intención de presentar una sesión parlamentaria anual para conmemorar el genocidio. Una sesión parlamentaria especial celebrada en 2012 para determinar si Israel reconocería el genocidio armenio terminó sin resultados concluyentes. El entonces presidente de la Knéset, Reuven Rivlin, y el ministro del gabinete, Gilad Erdan, estaban entre los que apoyaban el reconocimiento formal por parte del gobierno. El reconocimiento no fue aprobado en ese momento y en 2015, Rafael Harpaz, embajador de Israel en Azerbaiyán, dijo en una entrevista que el canciller Avigdor Lieberman ha dejado claro que Israel no reconocerá el genocidio armenio, dadas las esperanzas de Israel de que su política y economía la relación con Turquía puede mejorar. Otra gran preocupación es Azerbaiyán, que es el principal proveedor de petróleo de Israel, comprador de armas israelíes y aliado musulmán en la coalición mundial contra Irán.
Los diputados que apoyan el reconocimiento han reconocido el efecto que podría tener en las relaciones Israel-Azerbaiyán e Israel-Turquía. Como dijo el entonces portavoz de la Knéset, Rivlin, "Turquía es y será un aliado de Israel. Las conversaciones con Turquía son comprensibles e incluso necesarias desde una perspectiva estratégica y diplomática. Pero esas circunstancias no pueden justificar que la Knéset ignore la tragedia de otro pueblo” y Ayelet Shaked (del partido Hogar Judío religioso-nacionalista) dijo: “Debemos confrontar nuestro silencio y el del mundo frente a tales horrores”.
En 2000, el entonces ministro de Educación, Yossi Sarid, presidente del moderado partido Meretz, anunció planes para colocar el genocidio armenio en el plan de estudios de historia de Israel. Como resultado del discurso de 2000 de Sarid ante una iglesia armenia en Jerusalén reconociendo el genocidio, se convirtió en persona non grata en Turquía. Meretz ha luchado durante mucho tiempo por el reconocimiento del genocidio. Zehava Galon, sucesora de Sarid como líder de Meretz, ha iniciado varias mociones en la Knéset para que el gobierno reconozca el genocidio armenio. En 2013 dijo: "La reconciliación con Turquía es un movimiento importante y estratégico, pero no debería afectar el reconocimiento". Su moción de 2014 también contó con mucho apoyo en la Knéset, incluida la del presidente, Yuli Edelstein. Galon también ha presentado sus respetos en los servicios conmemorativos armenios locales.
Rivlin, el expresidente de Israel, fue uno de los más abiertos defensores del reconocimiento por parte de la Knéset. En 2014 se informó que debido a las sensibilidades de la relación de Israel con Turquía, Rivlin se estaba distanciando discretamente de la campaña israelí para reconocer el genocidio armenio y decidió no firmar la petición anual, lo que había hecho anteriormente. Aun así, Israel ha dado mayores pasos hacia el reconocimiento del genocidio armenio bajo la presidencia de Rivlin, quien fue el primer presidente israelí en hablar en las Naciones Unidas sobre el tema. Durante el Memorial del Holocausto de las Naciones Unidas el 28 de enero de 2015, el presidente Rivlin habló sobre la tragedia armenia. Se observó que en su discurso usó la frase רצח בני העם הארמני reẓaḥ bnei haʿam haArmeni, que significa "el asesinato de los miembros de la nación armenia", acercándose al término hebreo para genocidio, רצח עם reẓaḥ ʿam. Además, 2015 marcó la primera vez que Israel envió una delegación, Nachman Shai (Unión Sionista) y Anat Berko (Likud), a Ereván para el evento conmemorativo oficial.
En un evento anunciado como el primero realizado por un presidente israelí para conmemorar la tragedia, Rivlin también invitó a líderes comunitarios y religiosos armenios a su residencia oficial el 26 de abril de 2015. Dijo que estamos "moralmente obligados a señalar los hechos, por horribles que sean, no debemos ignorarlos". Mientras eludía el uso del término "genocidio", algunos líderes armenios se sintieron decepcionados, aunque todavía agradecidos por el evento. Sin embargo, más tarde se informó que a principios de ese mismo mes, mientras informaba a los periodistas extranjeros en inglés, Rivlin se había referido a los asesinatos como genocidio, diciendo:
Fue Avshalom Feinberg, uno de mis hermanos mayores, quien dijo 25 años antes del Holocausto que si no advertimos sobre lo que está pasando con los armenios, ¿qué pasará después cuando traten de hacer lo mismo con nosotros? Hay un dicho que dice que los nazis usaron el genocidio armenio como algo que les dio permiso para hacer realidad el Holocausto, según su creencia de que tenían que discriminar al pueblo judío. 'Nunca más' pertenece a cada uno de ustedes, a todas las naciones. No podemos permitir que algo así suceda.”
En 2015, un grupo de distinguidos académicos, artistas y ex generales y políticos israelíes firmaron una petición en la que pedían a Israel que siguiera el ejemplo del Papa y reconociera el genocidio. Los firmantes incluyeron al autor Amos Oz, el historiador Yehuda Bauer, Mayor General (ret.) Amos Yadlin, el exministro del Likud Dan Meridor y una docena de exdiputados y ministros.
El presidente israelí, Reuven Rivlin, visitó el Patriarcado armenio de Jerusalén el 9 de mayo de 2016. Concluyendo su discurso dijo que "los armenios fueron masacrados en 1915. Mis padres recuerdan a miles de inmigrantes armenios que encontraron asilo en la Iglesia armenia. Nadie en Israel niega que una nación entera fue masacrada.”
El 1 de agosto de 2016, el Comité de Educación, Cultura y Deportes de la Knéset reconoció el genocidio armenio. En respuesta a las crecientes tensiones entre Turquía e Israel desde la década de 2010, los grupos de presión israelíes se negaron a ayudar a Turquía y Azerbaiyán en la disputa del genocidio armenio, que fue parcialmente responsable del reconocimiento del genocidio armenio por parte del Congreso de los Estados Unidos.

### Japón
Japón formó parte de la Entente durante la Primera Guerra Mundial, pero no participó en el frente europeo del conflicto ya que las actividades japonesas se concentraron alrededor de China y otros territorios asiáticos. Sin embargo, durante el espantoso genocidio, los japoneses fueron los primeros en informar al respecto y, por lo tanto, participaron en los esfuerzos de socorro para salvar a la población armenia. El esfuerzo fue realizado por el vizconde Shibusawa Eiichi, quien estaba alarmado por la masacre en curso de la población armenia. Sin embargo, como resultado de su eventual papel en la Segunda Guerra Mundial, los crímenes de guerra japoneses se compararon ampliamente con los crímenes de guerra otomanos; por lo tanto, Japón se ha mostrado reacio a reconocer el genocidio por temor a una reacción política.

### Polonia
Polonia tiene una relación históricamente fuerte con Turquía porque su predecesor, el Imperio Otomano, rechazó las particiones de Polonia, y muchos polacos apoyaron a los otomanos contra Rusia en su búsqueda por recuperar la independencia de Rusia, Austria y Alemania. Polonia también apoya a Turquía para que se integre más en la Unión Europea, de la que Polonia es miembro.
Sin embargo, a pesar de esta fuerte relación polaco-turca, Polonia reconoció oficialmente el genocidio armenio en 2005. Destacados políticos polacos como Lech Wałęsa habían instado a Turquía a reconocer el genocidio, donde pronunció su discurso en Echimadzin sobre el genocidio, calificándolo de "el primer genocidio del siglo XX". La medida fue criticada en Turquía.

### Reino Unido

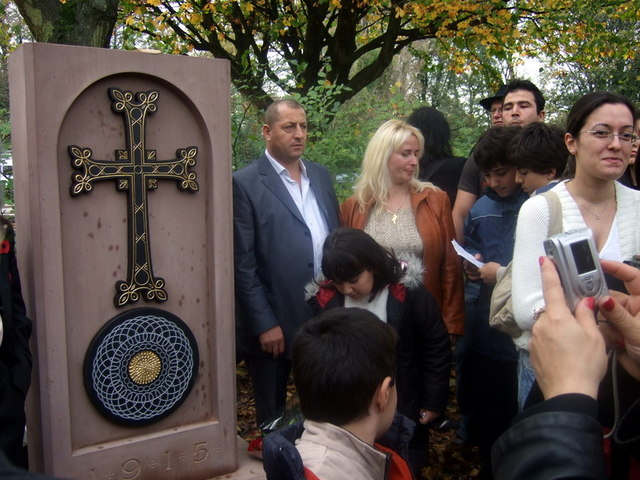
Monumento armenio inaugurado en Cardiff en 2007

Las legislaturas descentralizadas de Escocia y Gales han reconocido formalmente el genocidio armenio. El gobierno del Reino Unido no reconoce el genocidio armenio, ya que considera que la evidencia no es lo suficientemente clara como para considerar retrospectivamente "los terribles acontecimientos que azotaron a la población armenia otomana a principios del siglo pasado" como genocidio según la convención de la ONU de 1948. El gobierno británico afirma que "las masacres fueron una tragedia espantosa" y las condena, afirmando que esa era la opinión del gobierno durante ese período. En 2006, una moción temprana que reconoce el genocidio armenio por parte del Reino Unido. Parlamento fue firmado por 182 parlamentarios
Sin embargo, en 2007, la posición del gobierno británico fue que condenaba las masacres, pero "ni este gobierno ni los gobiernos británicos anteriores han juzgado que la evidencia es lo suficientemente inequívoca para persuadirnos de que estos hechos deben ser categorizados como genocidio tal como lo define la Convención para la Prevención y la Sanción del Delito de Genocidio, una convención que, en cualquier caso, no es de aplicación retrospectiva".
En 2009, el abogado Geoffrey Robertson QC reveló en una divulgación de documentos del Foreign Office titulada "¿Hubo un genocidio armenio?", cómo el parlamento británico ha sido desinformado y engañado rutinariamente por ministros que han recitado informes de la FCO sin cuestionar su exactitud. Como resumió Robertson, "no hubo 'pruebas' que se hayan examinado nunca y nunca hubo un 'juicio' en absoluto".
Una sesión informativa del Foreign Office para ministros en 1999 decía que el reconocimiento del genocidio armenio no proporcionaría ningún beneficio práctico al Reino Unido y continúa diciendo que "la línea actual es la única opción viable" debido a "la importancia de nuestras relaciones (políticas, estratégica y comercial) con Turquía". Los documentos del Foreign Office incluyen, además, consejos de 1995 al entonces ministro conservador de Asuntos Exteriores, Douglas Hogg, de que debería negarse a asistir a un servicio conmemorativo de las víctimas del genocidio. A partir de 2015, el Reino Unido no reconoce formalmente las masacres de armenios del Imperio Otomano como un "genocidio". En 2021, el diputado laborista John Spellar presentó un proyecto de ley de miembros privados para reconocer el genocidio, pero el proyecto de ley no fue aprobado.
James Bryce (1838–1922), primer vizconde de Bryce, fue uno de los primeros británicos en llamar la atención del público sobre este tema.

### Rumania y Moldavia
Con respecto a Rumania, en 2006, se le preguntó al presidente Traian Băsescu si Rumania seguiría a Francia y otros estados occidentales en el reconocimiento del genocidio. Luego declaró que "no haremos nada que afecte nuestra neutralidad en nuestras relaciones con todos los países de la región del Mar Negro" y dijo que Rumania no quería arriesgarse a empeorar las relaciones con Turquía. Băsescu dijo que Armenia estaba complicando la integración de Turquía en la Unión Europea al plantear continuamente el tema en la comunidad internacional. Sin embargo, durante los siguientes años, creció la presión para que Rumania reconociera el evento. En 2016, Cătălin Avramescu, asesor del entonces expresidente Băsescu, dijo que "Rumanía tiene el deber especial de reconocer el genocidio armenio"; mientras que el político rumano-armenio Varujan Vosganian, presidente de la Unión de Armenios de Rumania, pidió al Parlamento rumano en 2019 que hiciera lo mismo. En una encuesta, se encontró que el 72% de los rumanos encuestados estaban al tanto del genocidio armenio.
Por otro lado, Moldavia ha expresado una mayor tolerancia ante la posibilidad, que incluso se ha barajado en el Parlamento moldavo, aunque es improbable dadas las buenas relaciones entre Moldavia y Turquía y el deseo de no deteriorarlas.

### Rusia

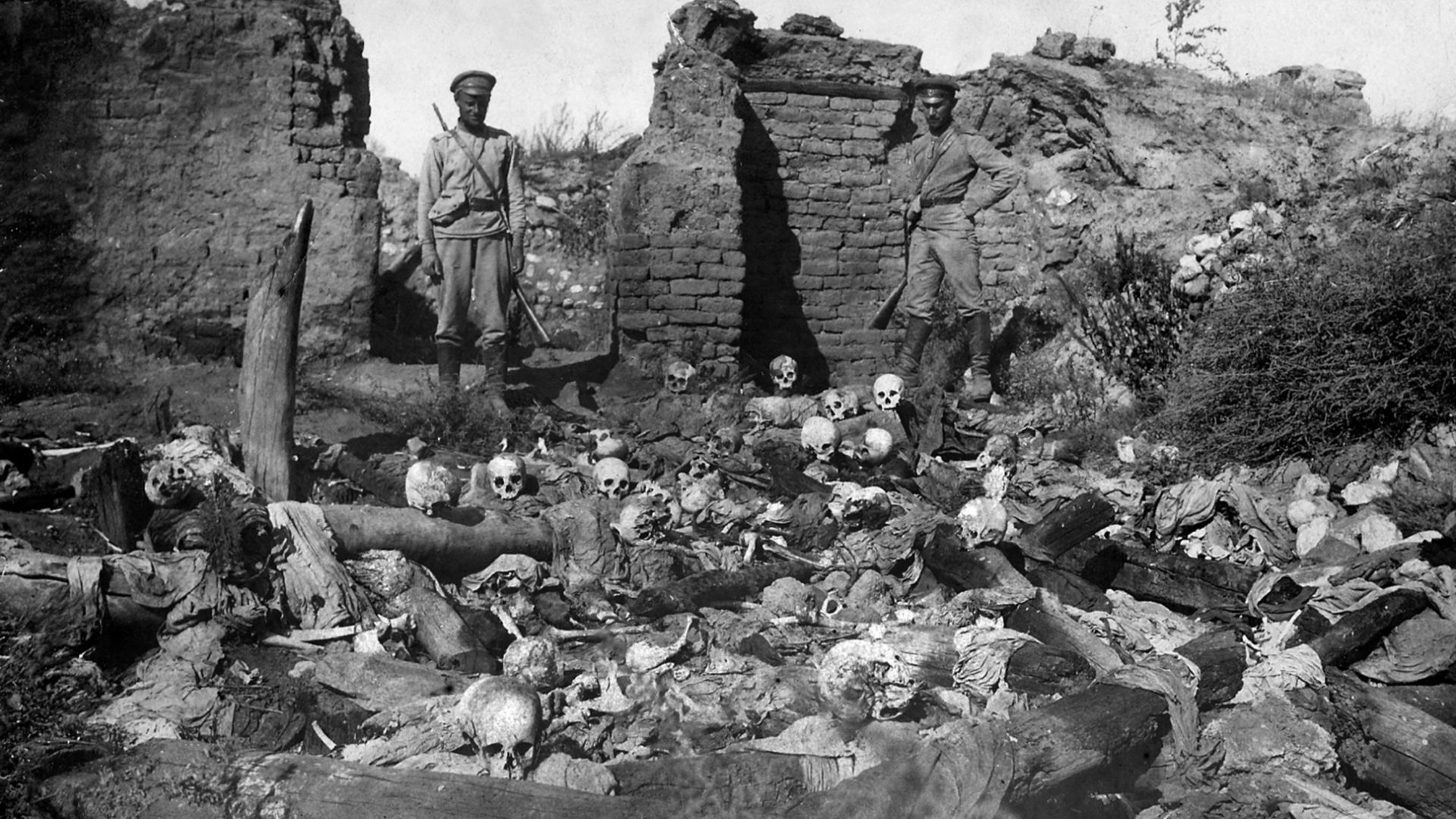
Soldados rusos fotografiados en el pueblo armenio de Sheykhalan, 1915

El Imperio Ruso había luchado en la Primera Guerra Mundial como parte de la Entente y, por lo tanto, había entrado en conflicto con el Imperio Otomano. Como tal, la posición rusa hacia el genocidio armenio se derivó de la experiencia histórica, donde las tropas rusas frecuentemente encontraron aldeas desiertas y destruidas, restos de armenios y atrocidades masivas cometidas contra civiles armenios por las tropas otomanas, lo cual fue informado por Mijaíl Papadyanov, ruso. Representante de la Duma estatal en Bakú. Rusia estaba obligada a ayudar a los civiles armenios que huían del genocidio, y Rusia había establecido grupos de ayuda humanitaria para brindar la ayuda y el apoyo necesarios para los armenios étnicos. En 1916, impactantes escenas obtenidas de Erzurum llevaron a los rusos a tomar represalias contra el III Ejército Otomano al que responsabilizaron de las masacres, destruyéndolo en su totalidad.

### Otros países

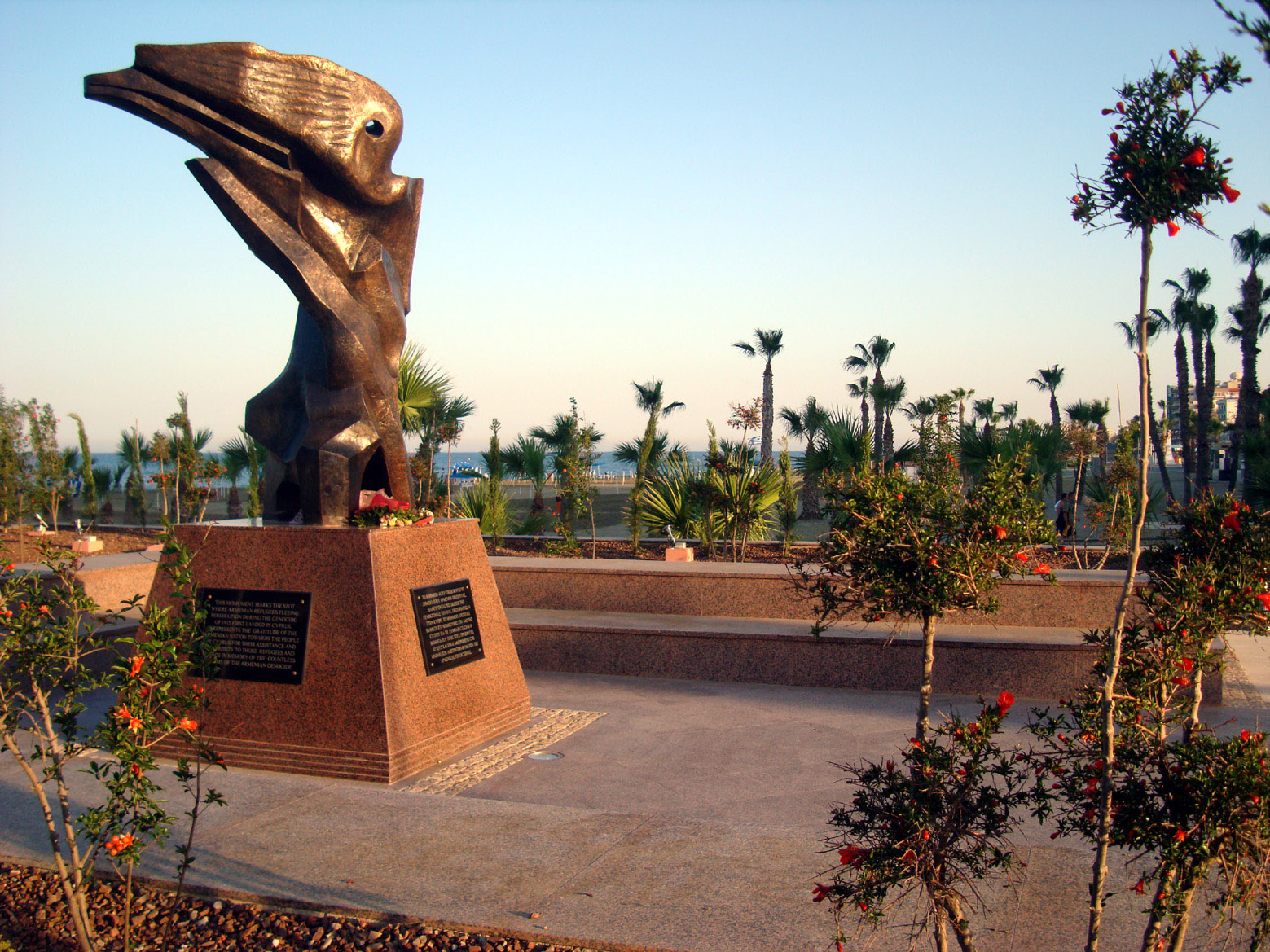
Monumento al genocidio armenio en Larnaca, Chipre. Chipre fue uno de los primeros países en reconocer el genocidio.

Azerbaiyán, que está en una alianza estratégica con Turquía y está en conflicto con Armenia a causa del conflicto de Nagorno-Karabaj, comparte la posición de Turquía. Durante el gobierno comunista, cuando Azerbaiyán era parte de la URSS, se colocó una breve descripción del genocidio armenio en la Enciclopedia soviética de Azerbaiyán. Azerbaiyán ha presionado activamente contra el reconocimiento del genocidio en otros países.
Pakistán también apoya la posición de Turquía con respecto al Genocidio Armenio, y el Ministerio de Relaciones Exteriores califica el reconocimiento de Estados Unidos como “unilateral y político”.
Dinamarca cree (2008) que el reconocimiento del genocidio debe ser discutido por historiadores, no por políticos. Sin embargo, el 26 de enero de 2017, el Parlamento danés adoptó una resolución sobre el genocidio armenio, que reconoce los "trágicos y sangrientos eventos que tuvieron lugar en el este de Anatolia en el período 1915-1923".
En Bulgaria, los activistas primero intentaron persuadir al parlamento para que reconociera el genocidio en 2008, pero la propuesta fue rechazada. Poco después de la decisión del parlamento, varios de los municipios más grandes de Bulgaria aceptaron una resolución que reconoce el genocidio. La resolución fue aprobada primero en Plovdiv, seguida por Burgas, Ruse, Stara Zagora, Pazardzhik y otros. Sin embargo, en 2015, el parlamento búlgaro adoptó una declaración que reconoce el "exterminio masivo del pueblo armenio en el Imperio Otomano" en el período 1915-1922, pero no utilizó la palabra "genocidio".

## La diáspora armenia y el reconocimiento del genocidio

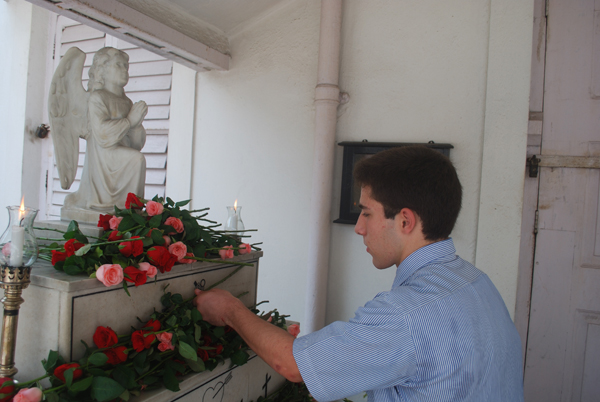
Día del Recuerdo del Genocidio Armenio, Calcuta.

En la década de 1970, los estadounidenses de origen armenio, que habían acumulado algo de riqueza y poder político, iniciaron esfuerzos para presionar al gobierno de EE. UU. para que reconociera el genocidio.
El Comité Nacional Armenio de América (ANCA) y la Asamblea Armenia de América (AAA) cabildean por el reconocimiento en el Congreso de los Estados Unidos, a menudo en oposición al cabildeo turco.
Durante las últimas etapas de la Guerra Fría, surgieron movimientos militantes marginales entre los armenios. Uno de los objetivos de estos militantes armenios era agitar a los gobiernos del mundo para el reconocimiento turco e internacional del genocidio armenio. Se cometieron ataques contra diplomáticos turcos en Europa, Asia y América. Dos grupos activos que cometieron muchos de estos ataques fueron el Ejército Secreto Armenio para la Liberación de Armenia (ASALA) y el Ejército Revolucionario Armenio (ARA); ambas organizaciones cesaron sus actividades militares a fines de la década de 1980.
La comunidad armenia de Calcuta (India), que suman aproximadamente 150 personas, viajan a la Iglesia de San Juan en Chinsurah, anualmente, para observar el Día de la Memoria del Genocidio Armenio. La comunidad, junto con visitantes de países como Irán, Líbano y Moscú, celebraron un servicio conmemorativo en la Santa Iglesia Armenia de Nazaret, de 300 años de antigüedad, en Calcuta, para conmemorar el centenario del genocidio. Los estudiantes armenios de la Universidad Jawaharlal Nehru de Nueva Delhi organizaron una ceremonia de encendido de velas en el campus universitario y en la Catedral del Sagrado Corazón de la ciudad para conmemorar el aniversario. También se llevó a cabo una ceremonia de conmemoración en la Iglesia Armenia en Chennai.

## Desarrollos recientes

### Desde 2000
El 29 de marzo de 2000, el parlamento sueco aprobó un informe que reconoce el genocidio armenio y pide una mayor apertura de Turquía y una "investigación internacional, independiente e imparcial sobre el genocidio cometido contra el pueblo armenio". El 12 de junio de 2008, el parlamento sueco votó por 245 a 37 (con 1 abstención, 66 ausencias) para rechazar un llamado para el reconocimiento del genocidio de 1915 del Imperio Otomano. El 11 de junio tuvo lugar un largo debate en el parlamento sueco en relación con el informe del Comité Exterior sobre Derechos Humanos, incluidas cinco mociones que pedían al gobierno y al parlamento suecos que reconocieran oficialmente el genocidio.
Los parlamentarios se adhirieron a la recomendación del Ministerio de Relaciones Exteriores y el Comité de Relaciones Exteriores de Suecia, argumentando que existen "desacuerdos entre los académicos" con respecto a la naturaleza de la Primera Guerra Mundial y los eventos en Turquía, la naturaleza no retroactiva de la Convención de Genocidio de la ONU, y que el tema "debe dejarse en manos de los historiadores". Sin embargo, el informe del Comité de Relaciones Exteriores indicó que "el Comité entiende que lo que les sucedió a los armenios, asirios/sirios y caldeos durante el reinado del Imperio Otomano probablemente se consideraría un genocidio de acuerdo con la ley de 1948". convención, si hubiera estado en el poder en el momento del evento". Tres días antes del debate en el Parlamento, se publicó una petición, firmada por más de 60 renombrados estudiosos del genocidio, en la que se pedía a los políticos en general, y a los parlamentarios suecos en particular, que no abusaran del nombre de la ciencia al negar un hecho histórico. El 11 de marzo de 2010, el parlamento sueco reconoció el genocidio.
En 2001, Abd al-Qadir Qaddura, presidente del Parlamento sirio, se convirtió en el primer funcionario sirio de alto rango en reconocer el genocidio armenio cuando escribió en el Libro de recuerdo del Monumento y Museo del Genocidio Armenio en Ereván: "Mientras visitamos el Memorial y Museo del Genocidio que sufrió la nación armenia en 1915, nos paramos en plena admiración y respeto frente a aquellos héroes que enfrentaron la muerte con valentía y heroísmo. Sus hijos y nietos los siguieron para inmortalizar su valentía y lucha. … Con gran respeto inclinamos la cabeza en memoria de los mártires de la nación armenia, nuestros amigos, y saludamos su capacidad de resolución y triunfo. Trabajaremos juntos para liberar a todos los seres humanos de la agresión y la opresión".
En 2014, el presidente sirio, Bashar al-Assad, se convirtió en el primer jefe de Estado sirio en reconocer los asesinatos en masa de armenios e identificar al perpetrador como la Turquía otomana, afirmando: "El grado de salvajismo e inhumanidad que han alcanzado los terroristas nos recuerda lo que sucedió en la Edad Media en Europa hace más de 500 años. En tiempos modernos más recientes, nos recuerda las masacres perpetradas por los otomanos contra los armenios, cuando mataron a un millón y medio de armenios y medio millón de siríacos ortodoxos en Siria y en territorio turco". Aunque Assad no usó el genocidio mundial, dos días después de la declaración de Assad, Bashar Jaafari, embajador de Siria ante las Naciones Unidas en Ginebra, declaró: "¿Qué tal el genocidio armenio donde 1,5 millones de personas fueron asesinadas?"
El 9 de septiembre de 2004, el presidente Mohammad Khatami de Irán visitó el Monumento al Genocidio Armenio en Tsitsernakaberd en Ereván.
El 15 de junio de 2005, el Bundestag alemán aprobó una resolución que "honra y conmemora a las víctimas de la violencia, el asesinato y la expulsión del pueblo armenio antes y durante la Primera Guerra Mundial". La resolución alemana también establece:

El parlamento alemán deplora los actos del Gobierno del Imperio Otomano con respecto a la destrucción casi total de los armenios en Anatolia y también el papel sin gloria del Reich alemán frente a la expulsión y exterminio organizado de los armenios que no trató de detener. Mujeres, niños y ancianos fueron enviados desde febrero de 1915 en marchas de la muerte hacia el desierto sirio.

Las expresiones "expulsión y exterminio organizados" que resultaron en la "destrucción casi completa de los armenios" son suficientes en cualquier idioma para equivaler al reconocimiento formal del genocidio armenio, aunque, por supuesto, el delito de "genocidio" no había sido tipificado legalmente en 1915. La Resolución también contiene una disculpa por la responsabilidad alemana como entonces aliado de Turquía.
El 4 de septiembre de 2006, los miembros del Parlamento Europeo votaron a favor de la inclusión de una cláusula que incitara a Turquía a "reconocer el genocidio armenio como condición para su adhesión a la UE" en un informe muy crítico, que fue aprobado por una amplia mayoría en la comisión de relaciones exteriores del Parlamento Europeo. Este requisito fue posteriormente eliminado el 27 de septiembre de 2006 por la asamblea general del Parlamento Europeo por 429 votos a favor, 71 en contra y 125 abstenciones. Al abandonar la condición previa de aceptación del genocidio armenio (que no podía exigirse legalmente a Turquía), el Parlamento Europeo dijo: "No obstante, los eurodiputados subrayan que, aunque el reconocimiento del genocidio armenio como tal no es formalmente uno de los según los criterios de Copenhague, es indispensable que un país en camino a la adhesión acepte y reconozca su pasado".

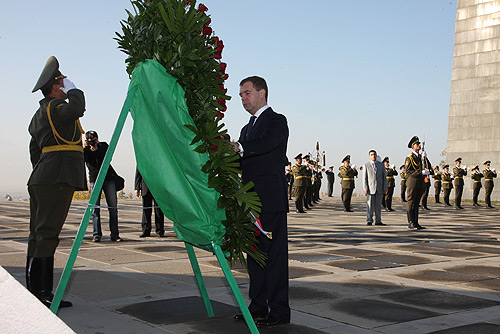
El presidente ruso, Dmitry Medvedev, coloca una ofrenda floral en el Monumento al Genocidio Armenio, octubre de 2008

El 26 de septiembre de 2006, los dos partidos políticos más grandes de los Países Bajos, la Apelación Demócrata Cristiana (CDA) y el Partido Laborista (PvdA), eliminaron a tres candidatos turco-holandeses para las elecciones generales de 2006 porque negaron o se negaron a declarar públicamente que el genocidio armenio había ocurrido. La revista HP/De Tijd informó que el número 2 de la lista de candidatos del PvdA, Nebahat Albayrak (nacido en Turquía y de ascendencia turca) había reconocido que el término "genocidio" era apropiado para describir los hechos. Albayrak negó haber dicho esto y acusó a la prensa de poner palabras en su boca, diciendo que “no soy un político que pisotee mi identidad. Siempre he defendido los mismos puntos de vista en todas partes con respecto al 'genocidio'". Se informó que una gran parte de la minoría turca estaba considerando boicotear las elecciones. La minoría turca de los Países Bajos cuenta con 365.000 personas, de las cuales 235.000 tienen derecho a voto.

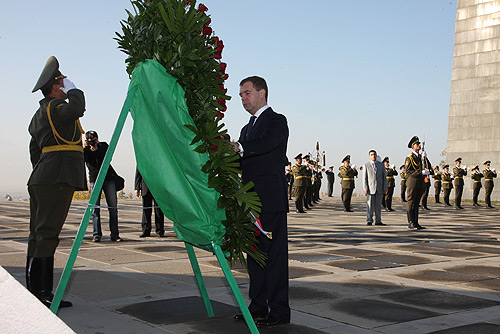
El presidente ruso, Dmitri Medvédev, coloca una ofrenda floral en el Monumento al Genocidio Armenio, octubre de 2008

El 29 de noviembre de 2006, la cámara baja del parlamento argentino adoptó una resolución reconociendo el genocidio armenio. El proyecto de ley fue aprobado por abrumadora mayoría por la asamblea y declaró el 24 de abril, el día internacional de conmemoración del genocidio armenio como un "día oficial de tolerancia y respeto mutuo" entre los pueblos de todo el mundo.
El 20 de abril de 2007, el Parlamento Vasco aprobó una declaración institucional de reconocimiento del genocidio armenio. El Parlamento Vasco incluyó seis artículos donde afirma la autenticidad del genocidio armenio y declara su solidaridad con los armenios, al tiempo que denuncia la negación del genocidio por parte de Turquía y su bloqueo económico impuesto a Armenia.
El 5 de junio de 2007, el Senado de Chile adoptó por unanimidad una legislación que reconoce el genocidio armenio e insta a su gobierno a apoyar un informe clave de la Subcomisión de las Naciones Unidas de 1985 que describe este crimen de lesa humanidad como un caso claro de genocidio.
El 23 de noviembre de 2007, el parlamento del Mercosur adoptó una resolución reconociendo el "Genocidio Armenio, perpetrado por el Imperio Otomano, que tomó 1,5 millones de vidas desde 1915 hasta 1923". La resolución del Mercosur también expresó su apoyo a la Causa Armenia y llamó a todos los países a reconocer el genocidio.

### Desde 2010
El 5 de marzo de 2010, el Parlamento catalán reconoció el genocidio armenio por iniciativa de los miembros de la Unión de Amistad con Armenia de Barcelona.
El 11 de marzo de 2010, el parlamento sueco votó para calificar la masacre de armenios por parte del Imperio Otomano en 1915 como genocidio. La resolución fue adoptada con 131 diputados votando a favor de la resolución y 130 votando en contra.
El 25 de marzo de 2010, el Partido Radical Serbio presentó un proyecto de resolución al parlamento serbio condenando el genocidio cometido por la Turquía otomana contra los armenios entre 1915 y 1923. SRS entregó el borrador para que Serbia pueda unirse a los países que han condenado el genocidio. A partir del 10 de marzo de 2014, Serbia no reconoce los hechos como un genocidio, por lo que se puede decir que el borrador fracasó.
El 17 de febrero de 2011, el ministro de Relaciones Exteriores de China, Yang Jiechi, rindió homenaje a la memoria de las víctimas del genocidio armenio durante su visita a Armenia. También se reunió con el líder de la iglesia nacional de Armenia, el Católico de Todos los Armenios Karekin II, y habló sobre el reconocimiento del genocidio armenio.
Durante su reunión con el presidente de Armenia, Serzh Sargsyan, en enero de 2014, el presidente checo, Miloš Zeman, declaró: "El próximo año marca el centenario del genocidio armenio. En 1915, 1,5 millones de armenios fueron asesinados".
El 20 de junio de 2014, la Iglesia Presbiteriana (EE. UU.) adoptó una resolución que reconoce el genocidio armenio y adoptó el calendario eclesiástico de 2015 que designa el 26 de abril como el día de su observancia. También instruyó a la Agencia de Misiones de la iglesia a preparar recursos educativos y litúrgicos para las iglesias miembros en preparación para este evento. Esta resolución fue la primera de su tipo para un importante cuerpo eclesiástico estadounidense.
El 23 de junio de 2014, el Parlamento Foral de Navarra en España adoptó una medida de reconocimiento del genocidio armenio. La medida se produce tras una serie de visitas de parlamentarios de Navarra a Armenia y Artsaj.
El 26 de noviembre de 2014, la Asamblea Legislativa Plurinacional de Bolivia aprobó por unanimidad una resolución solidaria con los reclamos del pueblo armenio y condenando “toda política negacionista respecto al genocidio y crímenes de lesa humanidad sufridos por la nación armenia”.
El 11 de marzo de 2015, el actor estadounidense George Clooney mostró solidaridad y apoyo en un día de conmemoración del centenario del genocidio armenio en un evento en la ciudad de Nueva York. Clooney subió al escenario y habló sobre la importancia del centenario y del reconocimiento del genocidio. Clooney estuvo acompañado por su esposa Amal Clooney, quien compareció ante el máximo tribunal de derechos humanos de Europa en enero, en representación de Armenia, para argumentar contra un hombre condenado por negar el genocidio armenio de 1915.
El 17 de marzo de 2015, el Consejo Popular de Siria, durante una sesión dedicada al centenario del genocidio, condenó al Imperio Otomano por su responsabilidad en el genocidio armenio. El presidente del parlamento, Mohammad Jihad al-Laham, emitió una declaración en nombre de los miembros, donde expresó su solidaridad con los armenios en todo el mundo en su lucha por la justicia.
El 27 de marzo de 2015, jóvenes armenios y griegos realizaron una protesta en la capital griega de Atenas. Los manifestantes exigieron que los Estados miembros de la Unión Europea pongan fin a las políticas de negación, reconozcan el genocidio armenio y sometan a los negadores a responsabilidad penal. Los manifestantes pidieron además a la Unión Europea que presione a Turquía para que reconozca el genocidio y tome medidas para compensar las pérdidas materiales e inmateriales y la restauración de los derechos históricos de la nación armenia.
El 2 de abril de 2015, la banda estadounidense System of a Down se embarcó en su gira Wake Up The Souls, que comenzó el 6 de abril y culminó con la primera actuación de la banda en la capital de Armenia, Ereván, el 23 de abril. "El objetivo es crear conciencia sobre el genocidio armenio y también poner en la mente de la gente la idea de que la justicia puede prevalecer, incluso si han pasado cien años", dijo Serj Tankian, miembro de la banda. El grupo visitó un total de 14 ciudades en todo el mundo.
El 4 de abril de 2015, cuarenta y nueve miembros de la Cámara de Representantes de los Estados Unidos escribieron una carta al presidente de los Estados Unidos, Barack Obama, instándolo a reconocer las matanzas masivas de armenios a manos de los otomanos en 1915 como genocidio, afirmando que la medida ayudará a mejorar las relaciones entre Armenia y Turquía. Los legisladores dijeron que un claro reconocimiento de los eventos de 1915 como genocidio, ya que los armenios celebran su centenario este año, afirmaría que no es una acusación sino un "hecho ampliamente documentado respaldado por un abrumador cuerpo de evidencia histórica".
El 6 de abril de 2015, las estrellas de telerrealidad armenio-estadounidenses Kim Kardashian y Khloé Kardashian viajaron a Armenia. Durante su estadía, las hermanas visitaron el Monumento al Genocidio de Tsitsernakaberd en Ereván y, al hacerlo, atrajeron la atención de los medios de comunicación mundiales sobre el reconocimiento del genocidio armenio. El esposo de Kim Kardashian, Kanye West, también visitó Armenia.
El 7 de abril de 2015, el líder de Ngāpuhi, David Rankin, pidió a los maoríes que boicotearan las conmemoraciones del centenario de ANZAC porque el gobierno turco estaba utilizando el evento para desviar la atención del genocidio armenio. Rankin declaró que "la población armenia fue masacrada por los colonizadores turcos y nuestra participación en el centenario de ANZAC en Gallipoli está apoyando el genocidio del colonizador". Rankin llamó a los maoríes de Nueva Zelanda y otros grupos indígenas a boicotear los eventos del Día de ANZAC y, como muestra de su solidaridad con los armenios, a dejar de usar amapolas. El Partido Verde de Aotearoa Nueva Zelanda también apoyó la iniciativa de reconocer el genocidio armenio. La portavoz de derechos humanos del Partido Verde, Catherine Delahunty, declaró que Nueva Zelanda debería usar su lugar en el Consejo de Seguridad de las Naciones Unidas para abogar por el reconocimiento del genocidio.
El 12 de abril de 2015, el Papa Francisco describió las masacres de 1,5 millones de armenios en la Turquía otomana como "el primer genocidio del siglo XX" durante una misa sin precedentes en el Vaticano dedicada al centenario de la tragedia. Francisco recordó a las víctimas de "esa masacre inmensa y sin sentido" al comienzo de la misa en la basílica de San Pedro, a la que asistieron el presidente Serzh Sarkisian, los jefes supremos de las Iglesias apostólicas armenias y cientos de armenios católicos. Turquía respondió llamando a su embajador ante la Santa Sede.
El 14 de abril de 2015, el Parlamento de Córcega adoptó una resolución reconociendo el hecho del genocidio armenio. Con esta resolución, la Asamblea de Córcega instó a Turquía a reconocer el Genocidio y normalizar las relaciones con Armenia. La resolución fue presentada por Femu, una coalición política corsa.
El 15 de abril de 2015, el Parlamento Europeo adoptó una resolución por mayoría de votos que calificó de genocidio la masacre de hace un siglo de hasta 1,5 millones de armenios por parte de las fuerzas turcas otomanas. La moción, que obtuvo el apoyo de todos los grupos políticos, alentó a Turquía a "utilizar la conmemoración del centenario del genocidio armenio como una oportunidad importante" para abrir sus archivos, "aceptar su pasado" y reconocer el genocidio. Al hacerlo, Turquía allanaría el camino para una "reconciliación genuina entre los pueblos turco y armenio". El documento pide a Turquía que restablezca sus lazos diplomáticos con Armenia, abra la frontera y luche por la integración económica.[cita requerida] El Parlamento Europeo pidió además a todos los Estados miembros de la Unión Europea que reconocieran el genocidio armenio.
El 17 de abril de 2015, organizaciones religiosas y seculares armenias en Georgia solicitaron al parlamento del país que iniciara debates formales sobre el reconocimiento del genocidio armenio. El 24 de abril de 2015, miles marcharon en la provincia de Javakheti exigiendo que Turquía reconozca el genocidio. Otra manifestación tuvo lugar cerca de la embajada turca en Tbilisi.
El 18 de abril de 2015, el Partido Popular de Austria y el Partido Socialdemócrata de Austria presentaron una resolución que condena el genocidio armenio al Parlamento de Austria. El 21 de abril de 2015, el parlamento austriaco adoptó oficialmente una declaración condenando el genocidio armenio y llamando a Turquía a enfrentar su pasado. Las seis facciones del parlamento austriaco firmaron la declaración que también enfatiza la responsabilidad de Austria-Hungría, como aliado del Imperio Otomano durante la Primera Guerra Mundial, en el genocidio armenio.
El 20 de abril de 2015, el portavoz de la canciller alemana, Angela Merkel, Steffen Seibert, dijo que el gobierno de Alemania apoyaría una resolución en el parlamento el viernes que declarara el genocidio armenio como un ejemplo de genocidio. La canciller Angela Merkel y su coalición, incluida la Unión Demócrata Cristiana de Alemania, votaron el 24 de abril para etiquetar los asesinatos como genocidio según lo definido por las Naciones Unidas en 1948. La votación de la cámara baja fue, el mismo día en que los líderes se reunieron en la capital armenia de Ereván, para conmemorar la masacre que comenzó en abril de 1915. Alemania ha estado bajo la presión de algunos de sus socios europeos para que siga su ejemplo y reconozca más plenamente la profundidad de la tragedia armenia.
El 21 de abril de 2015, miembros del grupo político de oposición serbio Nuevo Partido presentaron un proyecto de resolución sobre el reconocimiento y la condena del genocidio perpetrado por el Imperio Otomano al Parlamento de Serbia. El Nuevo Partido hizo un llamado al gobierno ya los ciudadanos serbios para observar el 24 de abril como un día de conmemoración de las víctimas del genocidio armenio. El proyecto de resolución también hace un llamado a otros países, incluida Turquía, y organizaciones internacionales para que reconozcan y condenen el genocidio contra el pueblo armenio con la esperanza de evitar que tales crímenes sucedan en el futuro.
El 22 de abril de 2015, el presidente israelí, Reuven Rivlin, se pronunció enérgicamente sobre la cuestión del genocidio armenio en una sesión cerrada con periodistas en Jerusalén. Rivlin trazó un vínculo histórico directo entre el fracaso del mundo para prevenir el genocidio armenio y el Holocausto. "Los nazis", dijo, "utilizaron el genocidio armenio como algo que les dio permiso para hacer realidad el Holocausto".
El 22 de abril de 2015, el presidente de Armenia, Serzh Sargsyan, expresó su agradecimiento al Consejo Popular de Siria por sus pasos encaminados al reconocimiento del genocidio armenio. El presidente del Consejo Popular de la República Árabe Siria, Mohammad Jihad al-Laham, afirmó que Siria reconoce el genocidio armenio cometido por el Imperio Otomano.

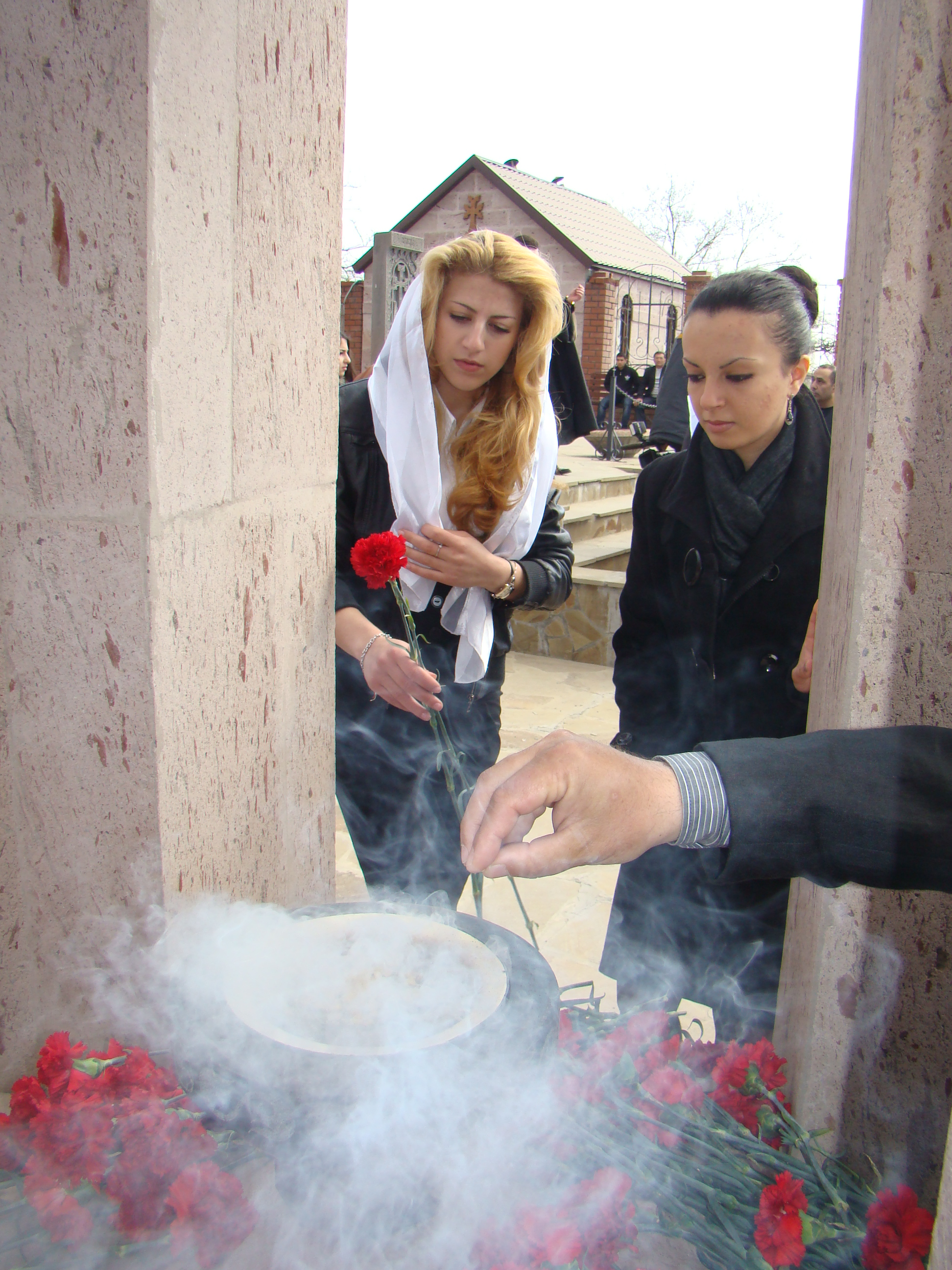
Conmemoración del Genocidio Armenio, Iglesia Armenia en Volgogrado, Rusia

El 23 de abril de 2015, el presidente ruso Vladímir Putin describió las masacres armenias de 1915 en la Turquía otomana como genocidio antes de su participación en las próximas ceremonias oficiales en Ereván para conmemorar el centenario de la tragedia. "Un siglo después, inclinamos la cabeza en memoria de todas las víctimas de esta tragedia que nuestro país siempre ha percibido como su propio dolor y calamidad", dijo.
El 23 de abril de 2015, el Parlamento flamenco de Bélgica adoptó por unanimidad una resolución para reconocer plenamente el genocidio armenio. La moción fue presentada por todos los partidos políticos de Flandes, incluido el partido Christen-Democratisch en Vlaams. La moción también pedía a Turquía que reconociera las masacres como un genocidio.
El 24 de abril de 2015, el presidente de Serbia, Tomislav Nikolić, declaró que el pueblo de Serbia se da cuenta de lo que les sucedió a los armenios en el Imperio Otomano y que ocurrió un monstruoso genocidio. El Presidente, junto con otros líderes mundiales, viajó a la capital armenia de Ereván para conmemorar el centenario del genocidio. “La negación de la verdad histórica afecta negativamente el nivel de conciencia”, subrayó el presidente serbio, y agregó: “No hemos venido aquí para estar en contra o a favor de alguien, sino para honrar la memoria de las víctimas del pueblo de Armenia”.
El 24 de abril de 2015, en Los Ángeles, más de 130.000 personas participaron en la Marcha por la Justicia con motivo del centenario del genocidio armenio. Los manifestantes iniciaron la marcha desde el barrio de Little Armenia y procedieron a caminar 6 mi (10 km) al consulado turco. Los manifestantes exigieron que el asesinato de alrededor de 1,5 millones de armenios por parte de los turcos otomanos en 1915 fuera reconocido como genocidio.
El 24 de abril de 2015, las luces de la Torre Eiffel de París y del Coliseo de Roma se apagaron en reconocimiento y recuerdo del genocidio armenio. Varios medios de comunicación informaron que Europa estaba con Armenia en este momento.
El 25 de abril de 2015, toda la élite política de Uruguay participó en la conmemoración del centenario del genocidio armenio en Montevideo. Entre los participantes se encontraban el presidente Tabaré Vázquez y el vicepresidente Raúl Fernando Sendic Rodríguez. Los invitados de alto rango hablaron sobre la necesidad de un reconocimiento internacional del genocidio armenio y criticaron la negación de Turquía. Uruguay fue el primer país en reconocer el genocidio armenio en 1965.
A lo largo de abril de 2015, varios estados americanos adoptaron resoluciones con motivo del centenario del genocidio armenio. Wisconsin conmemoró el "Día de conmemoración del centenario del genocidio armenio de 1915 a 1923 con una resolución conjunta. Pensilvania aprobó por unanimidad la HR 265 que designa el 24 de abril de 2015 como el "Día del recuerdo de Pensilvania del centenario del genocidio armenio". Tennessee aprobó HR 100 designando el 24 de abril como el día oficial de conmemoración del genocidio armenio. La Asamblea del Estado de Nueva York aprobó la Res.374 "con la intención de contrarrestar la ola de historia revisionista que pretende que el Genocidio Armenio nunca tuvo lugar". La Cámara de Representantes de Georgia aprobó la Resolución HR 904 que declara el 24 de abril como Día de Conmemoración del Genocidio Armenio. A partir de abril de 2015, 44 de los 50 estados de EE. UU. han reconocido, por legislación o proclamación, el genocidio armenio.
El 27 de abril de 2015, los líderes de las principales iglesias irlandesas apoyaron un llamado para reconocer el asesinato de aproximadamente 1,5 millones de armenios como "genocidio". El clero de siete denominaciones cristianas y un representante de la comunidad judía se encontraban entre los que pidieron a la República de Irlanda que reconociera el genocidio. El obispo auxiliar católico romano de Dublín, Raymond Field, dijo a los armenios: "Me solidarizo con ustedes y compartimos su dolor y tristeza". El arzobispo de Dublín de la Iglesia de Irlanda, el Dr. Michael Jackson, también describió el asesinato como un "genocidio" que exigía "reconocimiento y respuesta". El mismo día, Armenia pidió a Irlanda que reconociera el genocidio, el llamado fue hecho por el Cónsul de Armenia en Irlanda.
El 29 de abril de 2015, miembros del Parlamento del Kurdistán en Irak presentaron una propuesta legislativa para reconocer los hechos de 1915 como el genocidio armenio. La Unión Patriótica de Kurdistán extendió su apoyo a la propuesta. El proyecto de ley también propone declarar el 24 de abril como día oficial no laborable en el Kurdistán iraquí.
El 30 de mayo de 2015, la Juventud Socialista Europea se reunió en Riga, Letonia, donde se aprobó una resolución que reconoce el genocidio armenio. El grupo también condenó la negación del crimen por parte de Turquía y pidió a Turquía que inicie un proceso de reparación por el genocidio.
El 2 de junio de 2015, el Senado Federal de Brasil aprobó una resolución reconociendo el genocidio armenio. La resolución expresa su "solidaridad con el pueblo armenio en el transcurso del centenario de la campaña de exterminio de su población" y señala que "el Senado reconoce el genocidio armenio, cuyo centenario se conmemoró el 24 de abril de 2015".
El 29 de octubre de 2015, el Senado de la República del Paraguay aprobó por unanimidad el reconocimiento oficial del genocidio armenio. “El Senado de la República del Paraguay reconoce el genocidio del pueblo armenio en el período 1915-1923, cometido por el Imperio Turco-otomano, al conmemorar este año el centenario de ese crimen de lesa humanidad”, reza el artículo 1 del comunicado presentado. por el Partido Demócrata Progresista.
El 30 de noviembre de 2015, el Parlamento de Osetia del Sur consideró la cuestión del reconocimiento del genocidio armenio, según lo anunciado por el presidente Anatoly Bibilov. "Lamentamos que Osetia del Sur no haya reconocido el Genocidio Armenio hasta ahora. El tema está en la agenda del parlamento ahora y se someterá a discusión. Es necesario dar una evaluación adecuada del crimen cometido en el Imperio Otomano y condenar la política de negación del genocidio”, dijo. Agregó que Osetia del Sur no teme dañar los lazos con Turquía, ya que no existen relaciones como tales.
El 2 de junio de 2016, el Bundestag de Alemania aprobó una resolución reconociendo el genocidio armenio y admitiendo su parte de responsabilidad en él, como principal aliado del Imperio Otomano durante la Primera Guerra Mundial, lo que provocó una furiosa reacción en Turquía. El presidente turco, Recep Tayyip Erdoğan, dijo que los legisladores alemanes de origen turco que votaron a favor de la resolución tienen "sangre contaminada" y que su sangre "debe analizarse en un laboratorio". El presidente del parlamento de Alemania, Norbert Lammert, dijo que estaba sorprendido de que políticos de alto rango respaldaran las amenazas contra los parlamentarios, y dijo que el parlamento respondería con todas las opciones legales. Asimismo, Martin Schulz, miembro del Partido Socialdemócrata de Alemania (SPD) y presidente del Parlamento Europeo, condenó los comentarios de Erdoğan. El Ministerio de Asuntos Exteriores alemán había advertido a los legisladores de origen turco que no viajaran a Turquía porque no se podía garantizar su seguridad y también recibieron una mayor protección policial y más medidas de seguridad tanto para sus actividades profesionales como privadas.
El 24 de junio de 2016, el Papa Francisco en un discurso describió la matanza de armenios como un genocidio. Asimismo, el vocero del Vaticano, Federico Lombardi, dijo a los periodistas que "no hay razón para no usar esta palabra en este caso", "la realidad es clara y nunca negamos cuál es la realidad". Turquía condenó la declaración como "muy desafortunada" y también dijo que tenía rastros de "la mentalidad de las Cruzadas".
El 1 de julio de 2016, la cámara baja del parlamento de Francia votó por unanimidad para tipificar como delito la negación de todos los crímenes contra la humanidad. La enmienda cubría todos los eventos que la ley francesa definía como genocidio, crímenes de lesa humanidad, crímenes de guerra o esclavitud, incluido el genocidio armenio. La ley establecía penas de hasta un año de prisión y una multa de 45.000 € (50.000 dólares) para quienes la contradijeran. Aún debe ser aprobado por el Senado de Francia. El Ministerio de Relaciones Exteriores de Turquía dijo que esta ley es un riesgo para la libertad de expresión
El 1 de agosto de 2016, el Comité de Educación, Cultura y Deportes de la Knéset anunció su reconocimiento del genocidio armenio e instó al gobierno israelí a reconocer formalmente la masacre masiva de 1915 de 1,5 millones de armenios como tal.
El 17 de septiembre de 2016, el Parlamento Andino, órgano legislativo integrado por representantes de Bolivia, Colombia, Ecuador, Perú y Chile, aprobó una resolución reconociendo el "Genocidio armenio perpetrado por las autoridades del Imperio Otomano entre los años 1915-1923". y condenando "cualquier política de negación con respecto al genocidio y los crímenes de lesa humanidad sufridos por la nación armenia".
El 14 de octubre de 2016, el Senado francés, la cámara alta del Parlamento de Francia, aprobó un proyecto de ley que criminaliza la negación del genocidio armenio. El proyecto de ley, que había sido aprobado por unanimidad por la cámara baja del parlamento francés el 1 de julio, establecía penas de hasta un año de prisión y una multa de 45.000 € (50.000 dólares estadounidenses) para quienes negaran públicamente el genocidio. Posteriormente, la ley fue anulada por el Consejo Constitucional, que dictaminó que representaba un "golpe inconstitucional a la libertad de expresión que no es necesario ni proporcionado". A partir de 2021, la negación del genocidio armenio no es un delito penal en Francia.
El 26 de enero de 2017, el Parlamento de Dinamarca aprobó una resolución que condena la legislación turca por prohibir a los ciudadanos y medios de comunicación utilizar el término 'genocidio' y que es una restricción irrazonable a la libertad académica y la libertad de expresión. La resolución también condenó los actos de violencia cometidos contra el pueblo armenio.
En una carta fechada el 21 de abril de 2017 y dirigida al Comité Nacional Armenio de la Región Occidental de América (ANCA-WR), el gobernador de Wyoming, Matt Mead, reconoció el genocidio armenio y elogió el trabajo de las bases armenias estadounidenses. Wyoming se convirtió en el estado número 45 de EE. UU. en reconocer el genocidio armenio.
El 19 de mayo de 2017, la Cámara de Representantes de Texas aprobó por unanimidad la Resolución de la Cámara 191, titulada "Reconocimiento del Genocidio Armenio". Texas se convirtió en el estado número 46 de EE. UU. en reconocer el genocidio armenio.
El 24 de agosto de 2017, el gobernador de Iowa, Kim Reynolds, firmó una proclamación en conmemoración del genocidio armenio y declaró octubre de 2017 como el "Mes de la concientización sobre Armenia" en Iowa, lo que lo convierte en el estado número 47 de EE. UU. en reconocer oficialmente el genocidio armenio.
El 6 de noviembre de 2017, el gobernador de Indiana, Eric Holcomb, emitió una poderosa proclamación en conmemoración de la aniquilación centralmente planificada y ejecutada por el Imperio Turco Otomano de cerca de tres millones de armenios, griegos, asirios y sirios, convirtiendo al estado de Hoosier en el 48.° estado de EE. UU. en reconocer y condenar el genocidio armenio.
El 22 de febrero de 2018, el parlamento de los Países Bajos adoptó dos resoluciones sobre el genocidio armenio con mayoría absoluta de votos. La primera resolución reafirma la decisión de los Países Bajos en 2004 de reconocer el genocidio armenio, mientras que la segunda resolución obliga al ministro de Relaciones Exteriores de los Países Bajos a visitar Armenia y rendir homenaje a las víctimas del genocidio armenio en el complejo conmemorativo de Tsitsernakaberd cada 5 años.
Debido al continuo deterioro de las relaciones entre Egipto y Turquía, el Gobierno de Egipto, encabezado por el-Sisi, ha estado recibiendo propuestas para reconocer el genocidio armenio, un tema delicado que Turquía ha denunciado en múltiples ocasiones. El cineasta Mohamed Hanafi había producido una película, "¿Quién mató a los armenios?", en respuesta a las tensiones en curso entre Turquía y Egipto, como un acto de solidaridad de Egipto con Armenia. En febrero de 2019, Abdel Fattah el-Sisi anunció que había reconocido implícitamente el genocidio armenio, lo que deterioró aún más la relación entre Turquía y Egipto.
El 5 de febrero de 2019, el presidente francés Emmanuel Macron declaró el 24 de abril como día de conmemoración del genocidio armenio en Francia.
El 20 de marzo de 2019, Alabama se convirtió en el estado número 49 de EE. UU. en reconocer formalmente el genocidio armenio.
El 10 de abril de 2019, el Comité Ejecutivo de la alianza política Internacional Demócrata de Centro se reunió en Bruselas, donde los participantes adoptaron oficialmente la resolución que reconoce y condena el genocidio armenio.
El 29 de octubre de 2019, la Cámara de Representantes de EE. UU. aprobó una resolución con una votación de 405 a 11 para reconocer el genocidio armenio. Además, la Cámara respaldó una legislación que pide al presidente Donald Trump que imponga sanciones a Turquía, tras la ofensiva turca en el noreste de Siria. El 12 de diciembre de 2019, el Senado de los Estados Unidos aprobó por unanimidad una resolución para reconocer el genocidio.

### Desde 2020
El 16 de abril de 2021, la Asamblea Legislativa de Alberta en Canadá aprobó por unanimidad una ley que reconoce el genocidio armenio y otros genocidios, mientras que el gobierno declaró el mes de abril como Mes de Conmemoración, Condena y Prevención del Genocidio.
El 24 de abril de 2021, el presidente Joe Biden reconoció oficialmente el genocidio armenio, formalizando así el reconocimiento de los Estados Unidos y dejando en claro que la rama administrativa estaba de acuerdo con el reconocimiento del Congreso a fines de 2019. Fue la primera vez que un presidente estadounidense usó el término "genocidio" formalmente el 24 de abril, el día internacional de conmemoración del genocidio armenio.
El 11 de noviembre de 2021, el Parlamento Regional de La Rioja en España aprobó una moción de reconocimiento del genocidio armenio.
El 6 de mayo de 2022, Misisipi se convirtió en el estado número 50 de EE. UU. en el genocidio armenio, con la proclamación del gobernador Tate Reeve que marcó abril como el "Mes de prevención y concientización sobre el genocidio".
El 8 de febrero de 2023, el Senado de México (Senado de la República) adoptó un documento que reconoce el Genocidio Armenio, citando la necesidad de protección de los derechos humanos universales.

## Otras lecturas
- Galip, Özlem Belçim (2020). New Social Movements and the Armenian Question in Turkey: Civil Society vs. the State. Springer International Publishing. ISBN 978-3-030-59400-8.
- Ben Aharon, Eldad (2019). «Recognition of the Armenian Genocide after its Centenary: A Comparative Analysis of Changing Parliamentary Positions». Israel Journal of Foreign Affairs 13 (3): 339-352. doi:10.1080/23739770.2019.1737911.